# Basilica di San Giovanni in Laterano
La Basilica di San Giovanni in Laterano (nome completo Arcibasilica del Santissimo Salvatore e dei Santi Giovanni Battista ed Evangelista in Laterano; in latino Archibasilica Sanctissimi Salvatoris et Sanctorum Ioannis Baptistae et Ioannis Evangelistae in Laterano) è la cattedrale di Roma, nel Rione Monti, e in quanto tale ha il ruolo di chiesa madre della diocesi di Roma.
È la prima delle quattro basiliche papali maggiori e la più antica e importante basilica d'Occidente.
Sita sul colle Celio, la basilica è la rappresentazione materiale della Santa Sede, che ha qui la sua residenza.
La basilica e il vasto complesso circostante (comprendente il Palazzo Pontificio del Laterano, il Palazzo dei Canonici, il Pontificio Seminario Romano Maggiore e la Pontificia Università Lateranense) godono dei privilegi di extraterritorialità riconosciuti dalla Repubblica Italiana alla Santa Sede, che pertanto ne ha la piena ed esclusiva giurisdizione.
La denominazione ufficiale è "Arcibasilica Papale del Santissimo Salvatore e dei Santi Giovanni Battista ed Evangelista in Laterano". Papa Silvestro I, nel IV secolo, la dedicò al Santissimo Salvatore; poi papa Sergio III, nel IX secolo, aggiunse la dedica a San Giovanni Battista; infine papa Lucio II, nel XII secolo, incluse anche San Giovanni Evangelista.
È detta "arcibasilica" perché è la più importante delle quattro basiliche papali maggiori; più precisamente, ha il titolo onorifico di Omnium Urbis et Orbis Ecclesiarum Mater et Caput, ovvero Madre e Capo di tutte le Chiese della Città e del Mondo.
È detta infine "in Laterano", o "lateranense": Lateranus era un cognomen della gens Claudia, e nella zona dove sorse la basilica si trovavano dei possedimenti (horti) di quella famiglia.

## Storia

### Origini

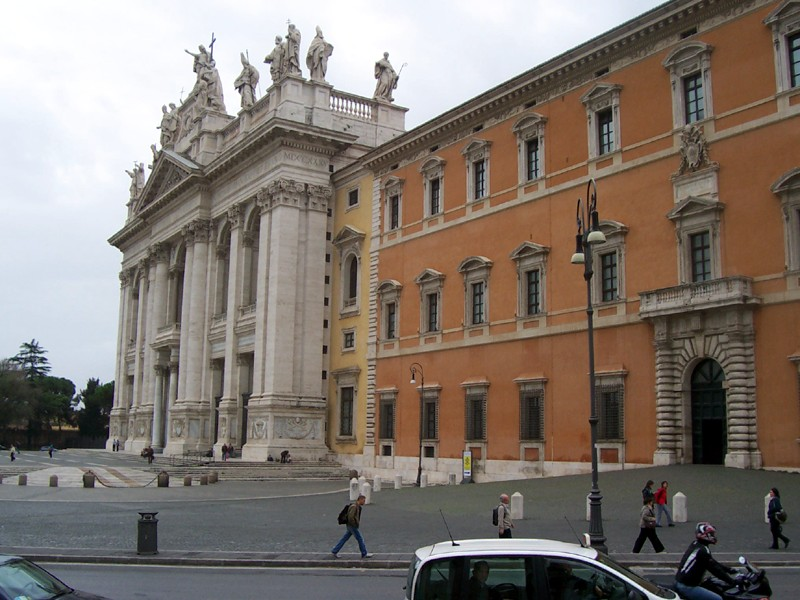
San Giovanni in Laterano vista dalla Scala Santa

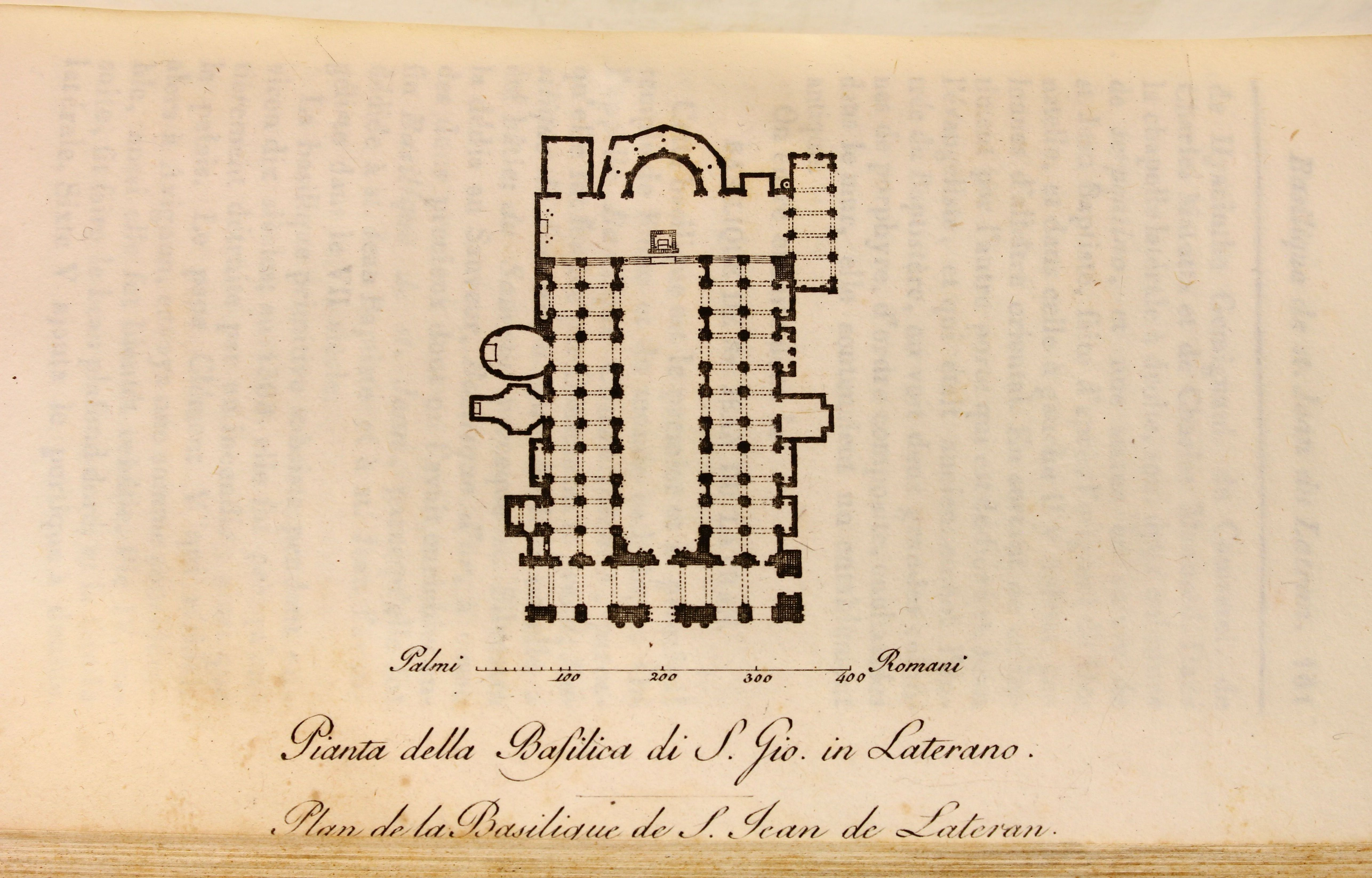
Pianta della basilica

All'inizio del IV secolo, l'area orientale del colle Celio era di proprietà dell'antica famiglia dei Laterani. Su di essa avevano edificato un palazzo.
Il terreno e il palazzo che vi sorgeva pervennero all'imperatore Costantino quando questi sposò nel 307 la sua seconda moglie, Fausta, figlia dell'ex-imperatore Massimiano. La residenza era dunque nota, a quell'epoca, con il nome di Domus Faustae. Oltre alla Domus Faustae, nell'area erano stati edificati i Castra Nova dove alloggiava il corpo degli equites singulares. Nel 312 gli equites singulares combatterono al fianco di Massenzio contro Costantino, risultando sconfitti nella battaglia di Ponte Milvio.
La tradizione cristiana aulica fa risalire la vittoria di Costantino a una visione premonitrice che, nel motto in hoc signo vinces, avrebbe spinto l'Imperatore a dipingere il simbolo cristiano della croce sugli scudi dei propri soldati. Vittorioso, Costantino sciolse il corpo degli equites singulares e donò, in segno di gratitudine a Cristo, gli antichi terreni e la residenza dei Laterani al vescovo di Roma Milziade (310-314). Sul luogo degli antichi Castra venne edificata dunque la primitiva basilica, consacrata da Milziade al Redentore, all'indomani dell'editto di Milano dell'anno 313 che concesse la libertà di culto in tutto l'impero.
La dedicazione ufficiale della basilica al Santissimo Salvatore fu compiuta però da papa Silvestro I nel 324, che dichiarò la chiesa e l'annesso Palazzo del Laterano Domus Dei ("casa di Dio").

### Età paleocristiana: la prima basilica
Una famosa e popolare Legenda Aurea narrata nel Trecento da Jacopo da Varagine racconta in un altro modo la storia della fondazione della basilica, intitolando la donazione costantiniana a papa Silvestro I.
Pare che Costantino fosse stato colpito da lebbra, nel 313, ma si rifiutasse di sacrificare i bambini il cui sangue, secondo i medici, lo avrebbe guarito. Costantino avrebbe dunque sognato due sconosciuti di nome Pietro e Paolo, che lo esortarono a mandare a cercare un eremita di nome Silvestro, che con i suoi compagni si era sottratto alle persecuzioni anticristiane in una grotta del monte Soratte, il quale avrebbe saputo guarirlo.
Costantino, che aveva scambiato i due santi per dei, mandò a chiamare Silvestro, che, arrivato, gli mostrò due ritratti degli apostoli Pietro e Paolo, nei quali l'imperatore riconobbe i suoi "dei" del sogno.
Allora Silvestro impose all'imperatore di liberare i cristiani carcerati e digiunare una settimana, poi lo immerse nel fonte battesimale e l'imperatore ne uscì guarito.
Costantino dedicò allora gli otto giorni successivi a produrre leggi sulla cristianizzazione di Roma e sull'istituzione della potestà dei vescovi e della Chiesa.
Poi, l'ottavo giorno, dice la leggenda «l'imperatore andò alla chiesa di san Pietro, dove confessò piangendo le sue colpe. Prese poi il piccone e iniziò personalmente lo scavo per costruire la basilica e portò via sulle sue spalle dodici carichi di terra».
Sul primitivo aspetto della basilica, dopo l'editto di Milano, sono note le descrizioni delle fonti e le informazioni relative alle successive ricostruzioni, che per un certo periodo continuarono a basarsi sulla struttura originaria.
L'originale basilica era nota, per il suo splendore e per la sua importanza, con il nome di Basilica Aurea ed era oggetto di continue e importanti donazioni da parte degli imperatori, dei papi e di altri benefattori, testimoniate nel Liber pontificalis.
L'edificio era orientato secondo la direttrice est-ovest tipica delle basiliche paleocristiane, con la facciata rivolta a occidente, cioè verso il tramonto, e l'abside con l'altare rivolti a oriente, cioè verso l'alba, così come consigliava un testo attribuito a papa Clemente I, nel I secolo, ma forse databile al IV secolo, il quale recitava:
Oriente era quindi il luogo dove si trova il Paradiso e quindi Cristo, e la direzione dalla quale questi sarebbe tornato sulla terra. Nello stesso testo si recitava come il seggio del vescovo dovesse stare al centro, affiancato dai presbiteri, e che i diaconi avessero la cura disporre in zone separate i laici, divisi tra uomini e donne.
La primitiva basilica aveva una forma oblunga e disponeva di cinque navate fortemente digradanti in altezza, divise da colonne: la navata centrale era la più larga e più alta e si elevava sopra delle altre permettendo di aprire luminose finestre nel cleristorio. Il soffitto era coperto a capriate, che probabilmente dovevano essere a vista. Opposta alla facciata era presente un'unica abside dove venne posta la cattedra vescovile, in analogia con le tribune allestite per le sedute solenni nelle basiliche civili. In fondo alle navate esisteva una navatella trasversale, il primitivo transetto, nella quale prendevano posto durante la celebrazione il vescovo, sedendo in centro, su un seggio rialzato, affiancato dai sacerdoti, disposti ai lati. Tra le navate e il transetto due possenti colonne sostenevano un grande arco detto arco trionfale.
Tra la navata e la parte destinata all'altare venne posto il fastigium, una grande struttura su quattro colonne che fu l'antecedente di tutte le strutture simili (pergule, tramezzi, iconostasi, pontili, jubé) che in seguito caratterizzarono le chiese sia in occidente sia in oriente. Le colonne in metallo dorato sorreggevano un frontone con statue d'argento e lampade d'oro, come descritto nel Liber Pontificalis.
Verso il centro della navata si disponeva il lettore dei testi sacri, che doveva disporre di una struttura rialzata.
Già colpita nel 410 dal Sacco di Roma dei Visigoti di Alarico, nel 455 la basilica venne nuovamente saccheggiata dai Vandali di Genserico, che la privarono di tutti i suoi tesori. La chiesa venne però restaurata e riportata al suo originario splendore da papa Leone Magno attorno al 460, venendo poi ulteriormente arricchita sotto il successore Ilario, il quale vi aggiunse tre oratori.
In totale la basilica venne dunque a essere circondata da sette oratori, in seguito parzialmente inglobati nell'edificio, da cui nacque in seguito la tradizione di dotare le chiese di sette altari.
Declinata parallelamente al declino della città, la basilica venne restaurata da papa Adriano I alla fine dell'VIII secolo, apparendo in tutto il suo splendore in occasione della Pasqua dell'anno 774, quando vi ricevette il battesimo Carlo Magno. Nuovi interventi seguirono poi negli anni 844-847, quando papa Sergio II ricavò una confessio sotto l'altare maggiore.

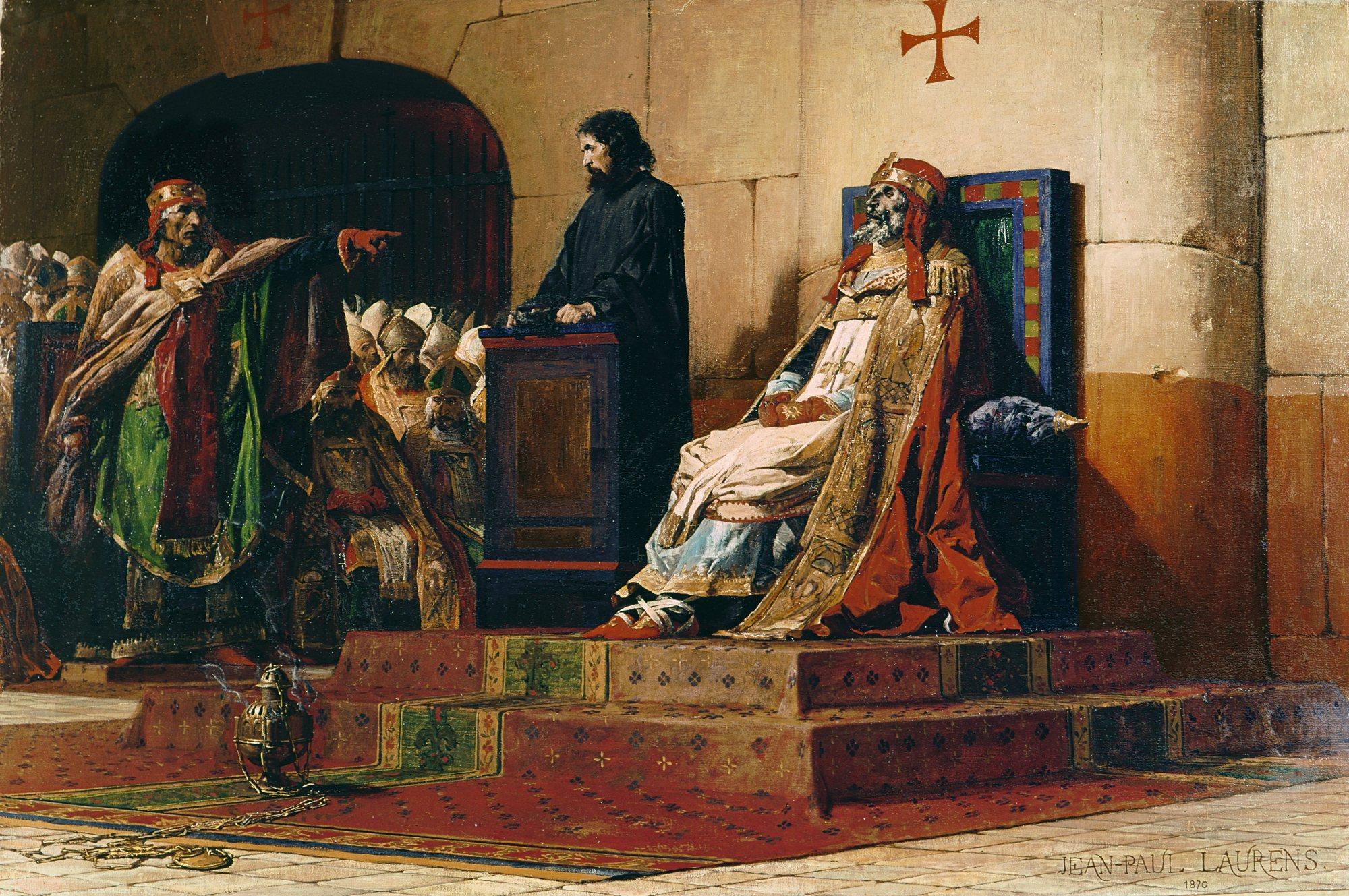
L'opera Papa Formoso e Stefano VII (1870) di Jean-Paul Laurens, custodita al Musée des Beaux-Arts di Nantes, raffigura l'episodio del cosiddetto "sinodo del cadavere".

La basilica fu teatro di uno degli avvenimenti più drammatici nella storia della Chiesa cattolica: il processo a papa Formoso, detto anche il Sinodo del cadavere.
Dopo la morte di questi, nell'896, probabilmente a seguito di avvelenamento, il suo successore, Stefano VI, istruì un processo contro di lui, ritenuto colpevole di essere salito al soglio pontificio grazie all'appoggio del partito filogermanico. La mummia di Formoso fu dunque riesumata dal sepolcro, abbigliata con i paramenti pontifici e collocata su un trono nella sala del concilio per rispondere a tutte le accuse che erano state avanzate da papa Giovanni VIII. La macabra adunanza si svolse nella Basilica con i cardinali e i vescovi riuniti sotto la presidenza dello stesso Stefano VI. Il verdetto stabilì che il deceduto era stato indegno del pontificato. Tutti i suoi atti e le sue misure vennero annullati, e gli ordini da lui conferiti vennero dichiarati non validi. Le vesti papali vennero strappate dal suo corpo, le tre dita della mano destra, usate dal Papa per le consacrazioni, vennero tagliate e il cadavere fu poi trascinato per le vie di Roma e gettato nel Tevere.
In quello stesso anno, un terremoto fece crollare il tetto sopra la navata centrale, danneggiando gravemente la chiesa: l'evento fu ritenuto un castigo divino nei confronti di Stefano VI. I racconti dicono che la basilica "sprofondò dall'altare alle porte" (ab altari usque ad portas cecidit) e i danni furono così ampi che si rese necessaria una radicale ricostruzione.
Poche tracce rimanenti degli edifici originali possono tuttora essere identificate nelle Mura aureliane, fuori Porta San Giovanni e una grande parete decorata con pitture fu trovata nel XVIII secolo all'interno della basilica stessa, dietro la cappella Lancellotti. Poche altre tracce dell'edificio più vecchio vennero alla luce durante i lavori di scavo effettuati nel 1880, quando erano in corso i lavori per allargare l'abside, ma non fu scoperto niente di importante o di valore.

### Età altomedievale: la seconda basilica

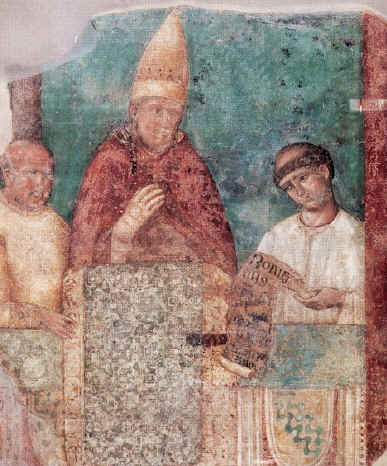
Bonifacio VIII indice il giubileo del 1300, in un affresco di Giotto in Laterano

Il nuovo edificio, completato agli inizi del X secolo, rispettava nella loro essenza le proporzioni della basilica costantiniana. Esso venne consacrato da papa Sergio III, il quale, nell’inaugurare anche il nuovo battistero, aggiunse alla chiesa la dedicazione a San Giovanni Battista. Sergio fece inoltre ornare la tribuna di mosaici, lasciando memoria della propria opera in un'elaborata epigrafe, che venne posta al disopra della porta maggiore.
La basilica di papa Sergio era dotata di un campanile, distrutto però da un fulmine nel 1115 e riedificato da papa Pasquale II.
Nel XII secolo, poi, papa Lucio II dedicò il Palazzo del Laterano e la basilica anche a San Giovanni Evangelista. In seguito nel Palazzo del Laterano fu insediato un monastero di Benedettini.
Nel 1276 all'interno della basilica venne poi inaugurato il Monumento Annibaldi, opera di Arnolfo di Cambio che costituì un prototipo per le tombe romane del periodo gotico.
Nel 1292, inoltre, papa Niccolò IV restaurò i mosaici absidali per opera dei francescani fra' Giacomo di Turrita e fra' Giacomo da Camerino. Tra il 1297 e il 1300 sono inoltre forse databili i primi interventi da parte di Giotto sui cicli decorativi della basilica, nel corso del suo secondo soggiorno romano.
L'apice della gloria della nuova basilica lateranense giunse comunque il 22 febbraio 1300, quando papa Bonifacio VIII vi indisse il primo Giubileo.
La decadenza cominciò però ben presto, appena nel 1305, quando, morto Bonifacio e le sue aspirazioni universalistiche, l'inizio della cattività avignonese segnò l'abbandono di Roma da parte dei papi. Nella notte del 6 maggio 1308 un furioso incendio devastò la seconda basilica laterana, lasciandola scoperchiata per decenni.

### Età bassomedievale: la terza basilica

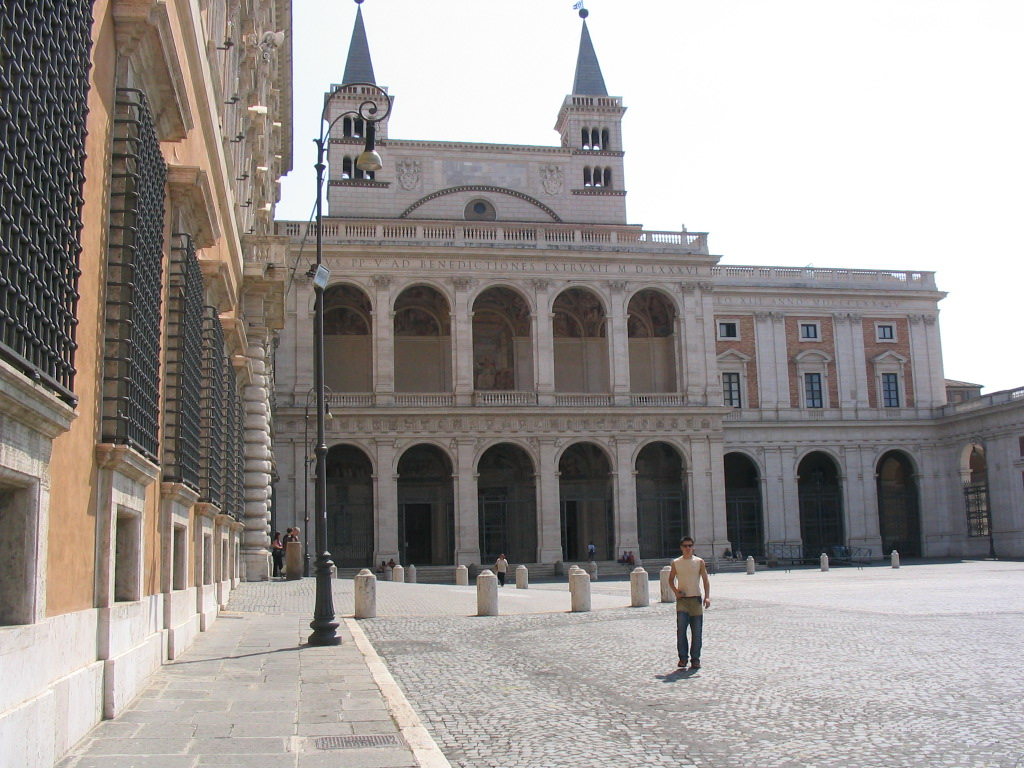
La facciata laterale, con la Loggia delle Benedizioni, realizzata assieme all'annesso Palazzo del Laterano da Domenico Fontana

Da Avignone, papa Clemente V e papa Giovanni XXII inviarono il denaro necessario alla ricostruzione e al mantenimento della basilica, ma la chiesa non tornò più al suo splendore originario. Nel 1360, poi, la nuova chiesa venne nuovamente distrutta dal fuoco e ricostruita da papa Urbano V.
La terza basilica continuò a mantenere la sua forma antica, essendo ancora divisa in cinque navate separate da colonne e preceduta da un ampio quadriportico di stile paleocristiano, anch'esso retto da colonne e decorato, al centro, da fontane. La facciata era abbellita da un grande mosaico su fondo d'oro raffigurante al centro il Cristo Salvatore e, nel registro inferiore, i Quattro Evangelisti. Sempre sulla facciata principale si aprivano tre ampie finestre che donavano luminosità all'interno.
I portici, ancora risalenti alla chiesa paleocristiana, erano affrescati con opere probabilmente non precedenti al XII secolo, che commemoravano la flotta romana sotto Vespasiano, la presa di Gerusalemme, il battesimo dell'imperatore Costantino e la sua donazione alla Chiesa. A differenza dell'edificio precedente, però, Clemente fece introdurre una navata trasversale, imitata senza dubbio da quella aggiunta molto prima alla Basilica di San Paolo fuori le mura e a modello dei tipici transetti medievali.

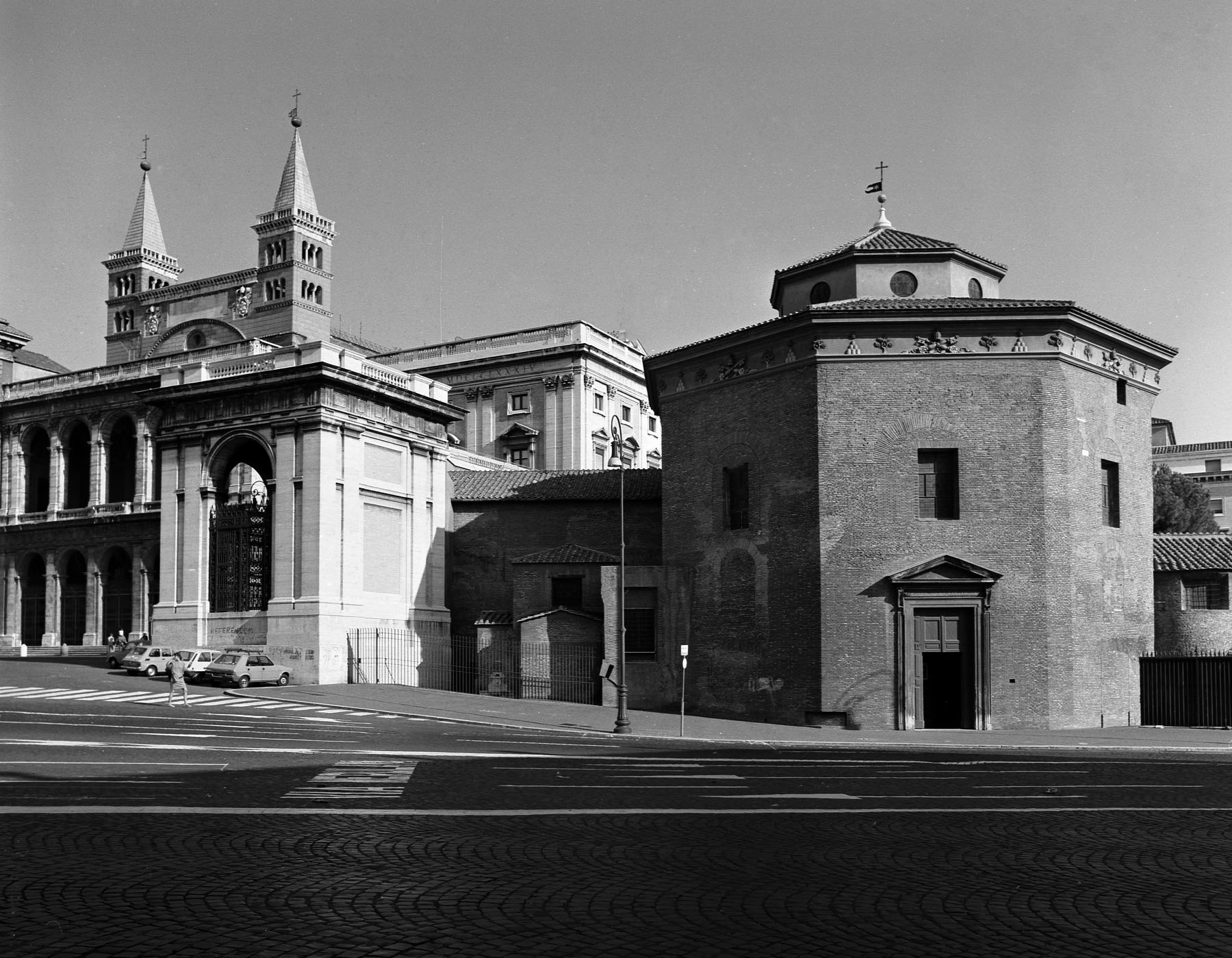
Basilica e Battistero (1991)

Oltre ai portici, altre parti delle costruzioni più antiche ancora sopravvivevano, fra esse la pavimentazione cosmatesca e le statue di San Pietro e di San Paolo, ora nel chiostro. Nel portico era poi conservata la "stercoraria", il trono di marmo rosso su cui sedevano i papi in occasione dell'incoronazione, ora conservata ai Musei Vaticani. Doveva il suo nome particolare all'antifona cantata durante l'incoronazione papale De stercore erigens pauperem ("Sollevando il povero dal letamaio", dal Salmo 112).
Nel 1349 l'edificio venne lesionato da un nuovo terremoto e quindi nuovamente attaccato dal fuoco nel 1361. Papa Urbano V affidò i restauri al senese Giovanni di Stefano, il quale eliminò parzialmente le trabeazioni interne e sostituì le colonne costantiniane con venti pilastri in laterizio, realizzando infine, con il contributo del re di Francia Carlo V il grandioso ciborio, inaugurato nel 1370, nel quale furono inseriti i preziosi reliquiari contenenti le teste dei Santi Pietro e Paolo. Il ciborio tutt'oggi sovrasta l'altare maggiore, nel quale è incastonata la reliquia della tavola su cui celebrò San Pietro.

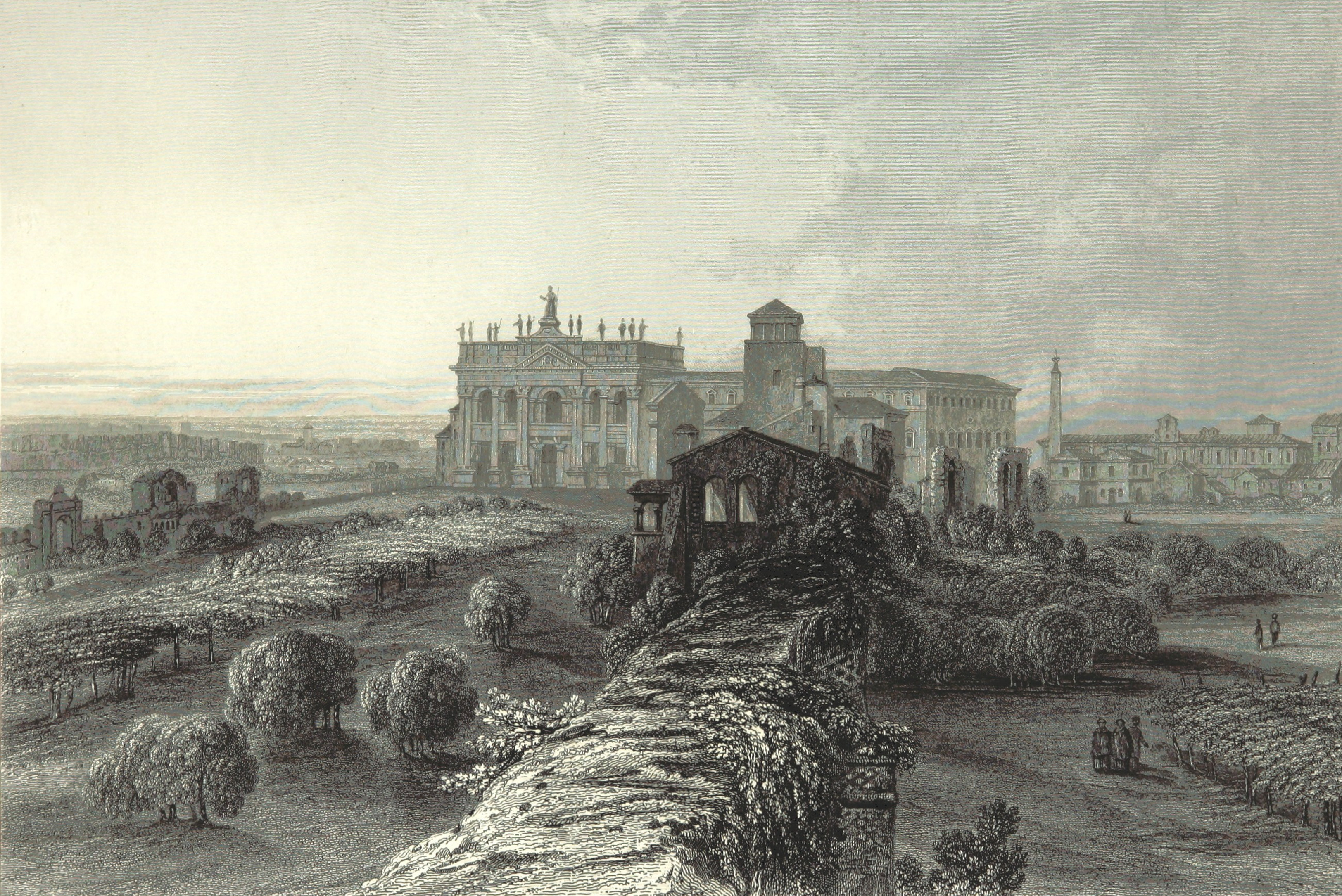
La basilica in una pubblicazione del 1864

Vi si trovava poi un ciclo di affreschi, a suo tempo ammiratissimo seppure incompleto, oggi scomparso, opera di Gentile da Fabriano e del Pisanello, commissionato da Martino V.
Al ritorno da Avignone di papa Gregorio XI, nel 1377, i papi scelsero di spostare la loro residenza al Vaticano e il Laterano perse parte della sua importanza a vantaggio di San Pietro. Nonostante questo lo stesso Gregorio dotò la basilica di un nuovo portale, ornato da leoni, riedificando al contempo la facciata settentrionale, nella quale fece aprire un nuovo rosone.
Nel 1413 la basilica lateranense venne però nuovamente danneggiata dalle truppe di Ladislao I di Napoli, costringendo papa Martino V a provvedere con grandiosi restauri, che si prolungarono sino al pontificato di Eugenio IV. Nel 1421 la chiesa venne arricchita da un nuovo pavimento cosmatesco e il soffitto venne riparato, mentre Gentile da Fabriano riceveva l'incarico di realizzare un nuovo ciclo di affreschi nella navata destra. Alla basilica venne annesso inoltre un nuovo convento, addossato al muro della città, assegnato a monaci benedettini.
Alla fine del XVI secolo papa Sisto V fece demolire il vecchio e pericolante palazzo del Patriarchio, facendolo riedificare ex novo dal suo architetto preferito, il ticinese Domenico Fontana. In quest'occasione fu ricostruita la facciata del transetto, fondale prospettico dell'antica via Triumphalis rivolta verso la città, con l'edificazione di una nuova Loggia delle Benedizioni, di fronte alla quale venne ricollocato l'antico obelisco Lateranense.

### Età barocca: la quarta basilica

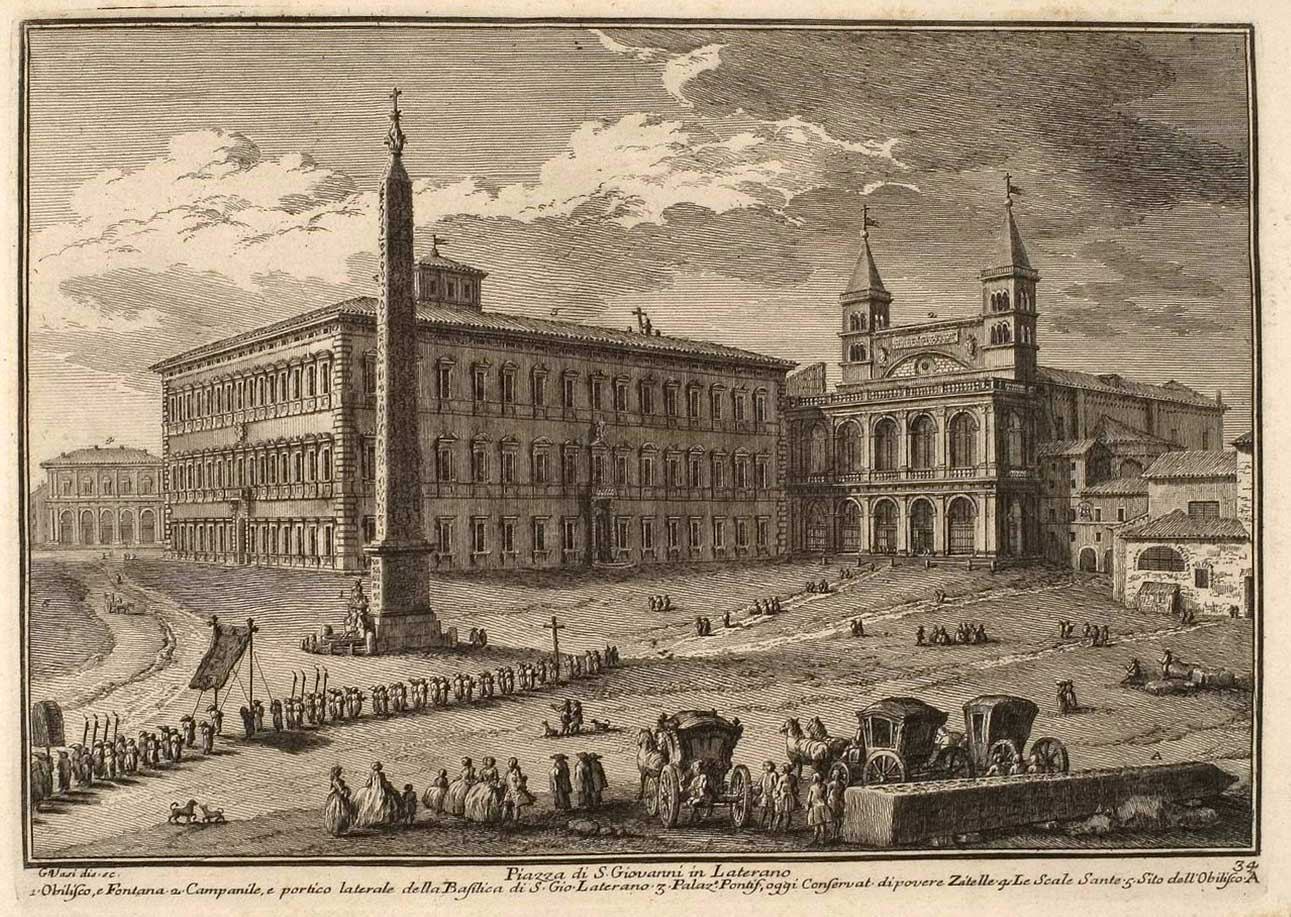
Stampa del 1752 raffigurante la basilica, il palazzo e l'obelisco

Papa Innocenzo X decise il radicale rinnovo della basilica, affidandone l'opera al Borromini. Il progetto era ambizioso e si protrasse a lungo.
Nel 1660 papa Alessandro VII fece rimuovere i portoni bronzei dell'antica Curia Iulia perché divenissero i battenti del nuovo ingresso della basilica.
I lavori edilizi si prolungarono fino al pontificato di Clemente XII, quando venne realizzata infine la facciata principale, progettata da Alessandro Galilei, completata nel 1734 rimuovendo completamente le vestigia del tradizionale impianto dell'antica basilica.
Della basilica medioevale restarono visibili solo il pavimento, il ciborio e il mosaico absidale, restaurato poi da papa Leone XIII.
Un'ulteriore campagna decorativa fu portata avanti da Clemente VIII negli anni dell'ultimo manierismo; egli fece affrescare il transetto da un gruppo di pittori (tra cui il giovanissimo Morazzone), capeggiati dal Cavalier d'Arpino.
Francesco Borromini, pur vincolato dalle preesistenze (il soffitto, opera del manierismo attribuito a Daniele da Volterra (il Braghettone) o a François Boulanger, e il pavimento cosmatesco, da lui restaurato e integrato) creò qui uno dei suoi più alti capolavori, specie nella fuga di spazi delle navate minori, caratterizzate da un uso estroso e intellettuale delle fonti luminose, dette camere di luce, espediente che permette l'illuminazione diffusa degli spazi architettonici e dallo stucco bianco. Francesco Borromini racchiuse le colonne dell'antica navata centrale in nuovi pilastri, alternati ad archi e caratterizzati da un ordine colossale di paraste. Sui pilastri collocò delle nicchie dalla forma di tabernacolo, riutilizzando parte delle splendide colonne in marmo verde antico che sostenevano le volte delle navate laterali. Nel secondo ordine fece in modo di alternare ai finestroni delle cornici ovali adornate dai motivi vegetali della palma, dell'alloro, della quercia e di essenze floreali, al cui interno lasciò visibili, quali reliquie, lacerti dell'antica muratura costantiniana.
Finalmente, dopo che le nicchie borrominiane erano rimaste vuote per decenni, la ricostruzione dell'interno si concluse quando, verso la fine del 1702, Papa Clemente XI e il cardinale Benedetto Pamphilj, arciprete della Basilica laterana, annunciarono la loro intenzione di dotare le nicchie di 12 monumentali sculture degli Apostoli. Ogni statua sarebbe dovuta essere sponsorizzata da un illustre principe, lo stesso Papa finanziando la realizzazione della statua di Pietro e Benedetto Pamphilj quella di Giovanni l'Evangelista. Alla maggior parte degli scultori, reclutati fra quelli più in vista nella tardo-barocca Roma di quel tempo, furono dati schizzi eseguiti da Carlo Maratta, il pittore preferito dal Papa Clemente XI, come traccia per le loro realizzazioni scultoree. Unica notevole eccezione fu quella di Pierre Le Gros che si rifiutò di avere a che fare con gli schizzi di Maratta e che con successo perseguì la propria vena creativa. Questi sono gli abbinamenti artisti / opere secondo Conforti:
- Pierre-Étienne Monnot

Paolo (1704-08)
Pietro (1704-11)
- Francesco Moratti

Simone Zelota (1704-09)
- Lorenzo Ottoni

Giuda Taddeo (1704-09)
- Giuseppe Mazzuoli

Filippo (1705-11)
- Pierre Legros

Tommaso (1705-11)
Bartolomeo (c. 1705-12)
- Angelo De Rossi

Giacomo il Minore (1705-11)
- Camillo Rusconi

Andrea (1705-09)
Giovanni evangelista (1705-11)
Matteo (1711-15)
Giacomo il Maggiore (1715-18)

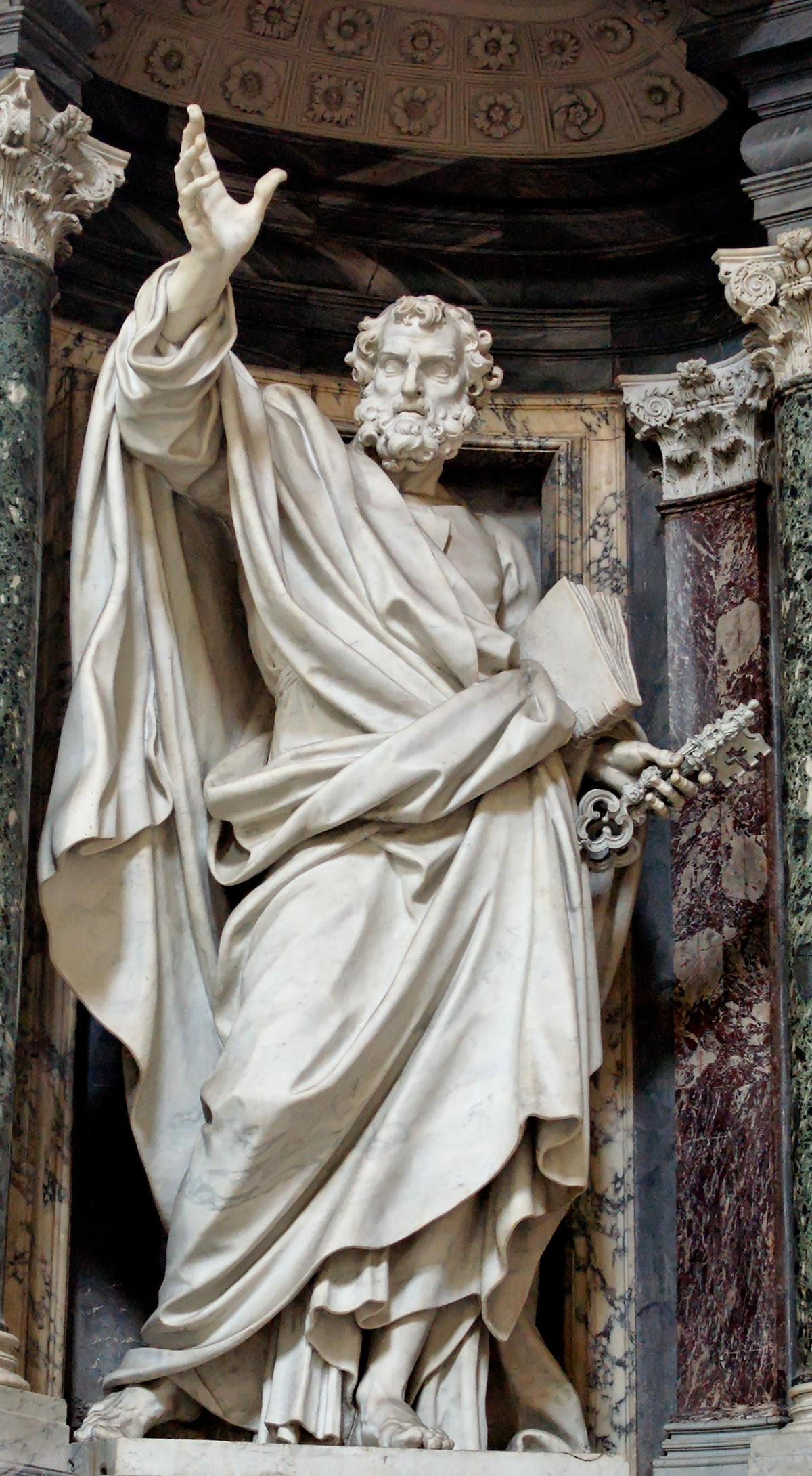
Pietro (Monnot)
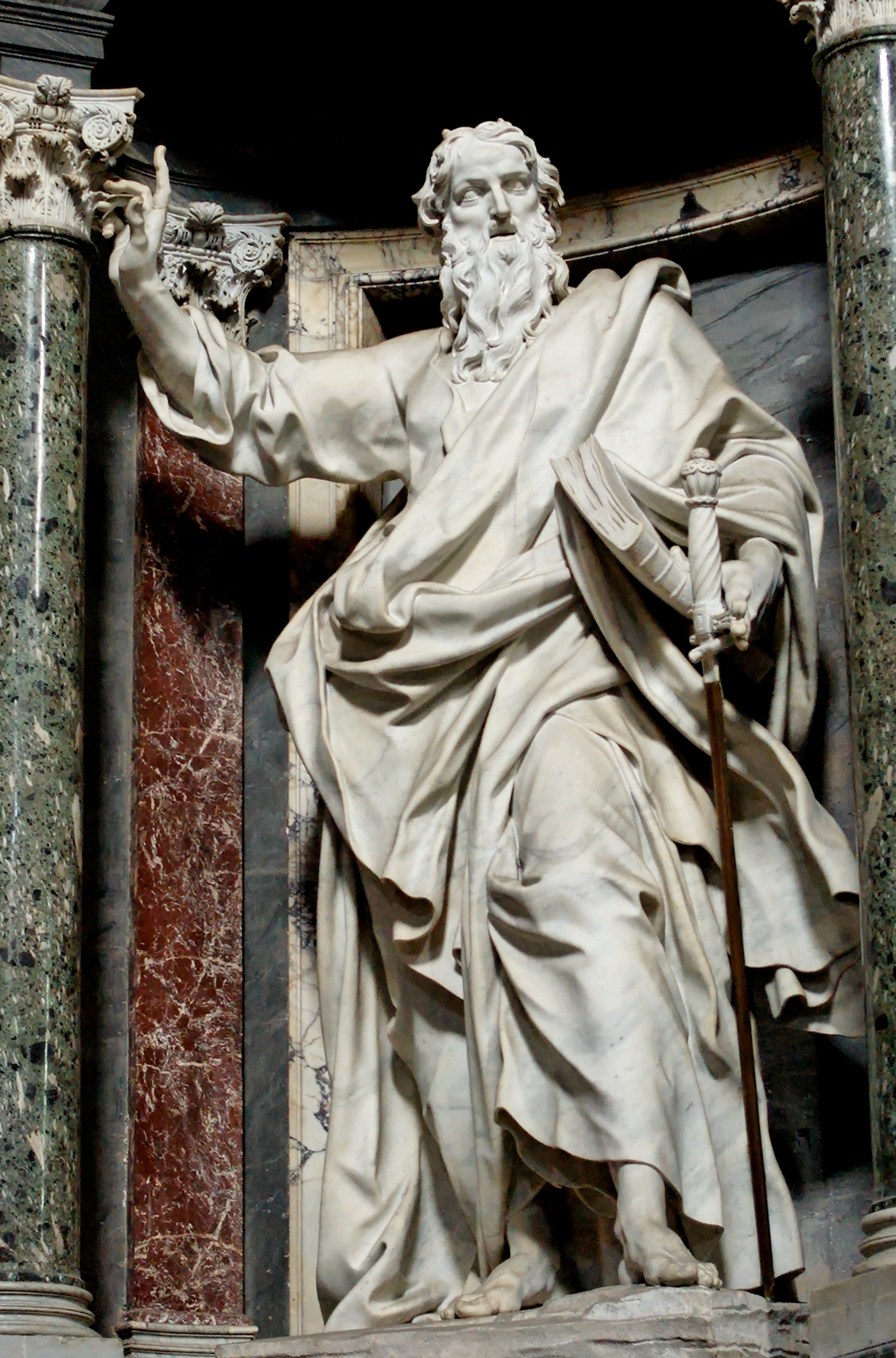
Paolo (Monnot)

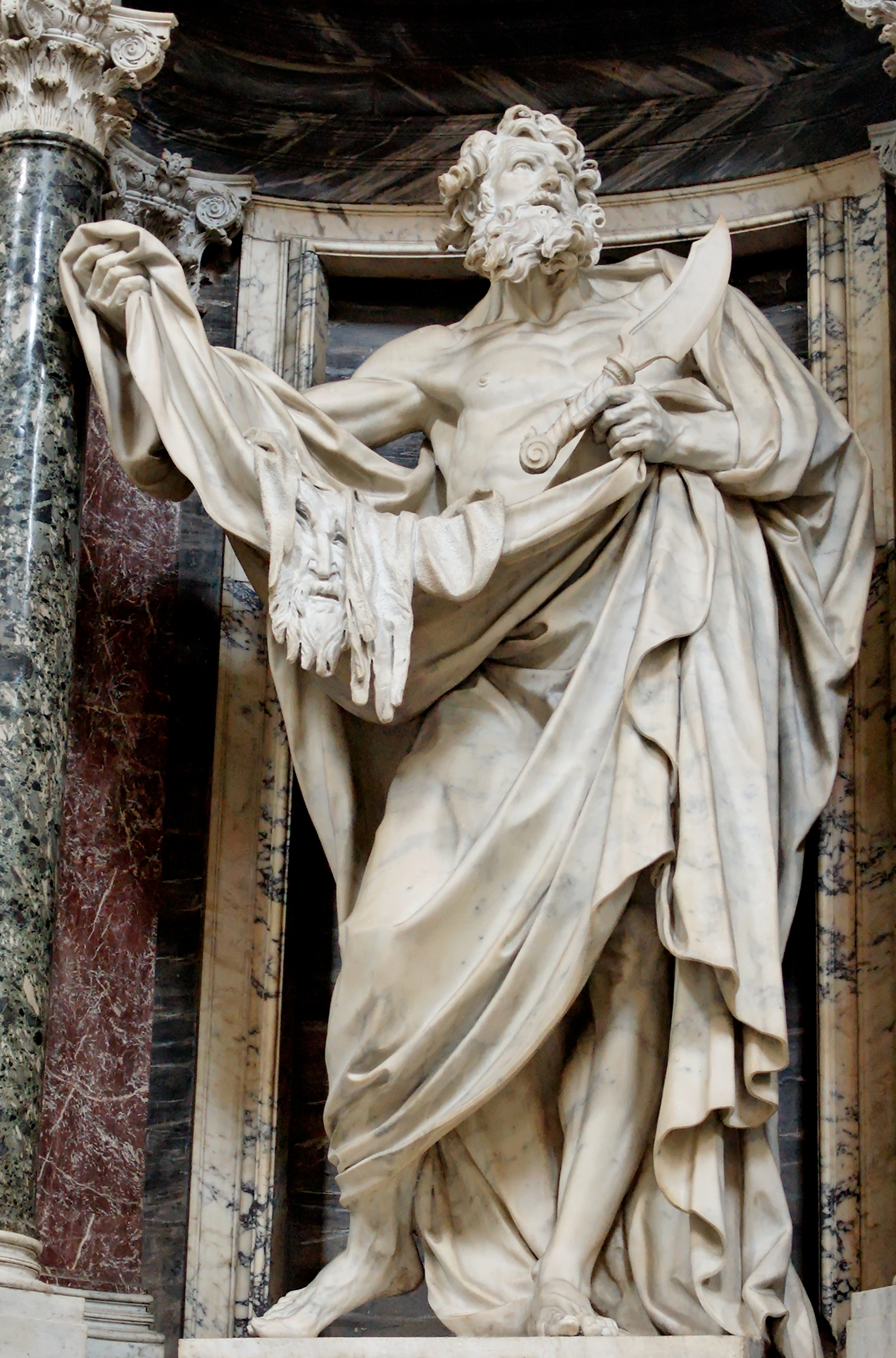
Bartolomeo (Legros)
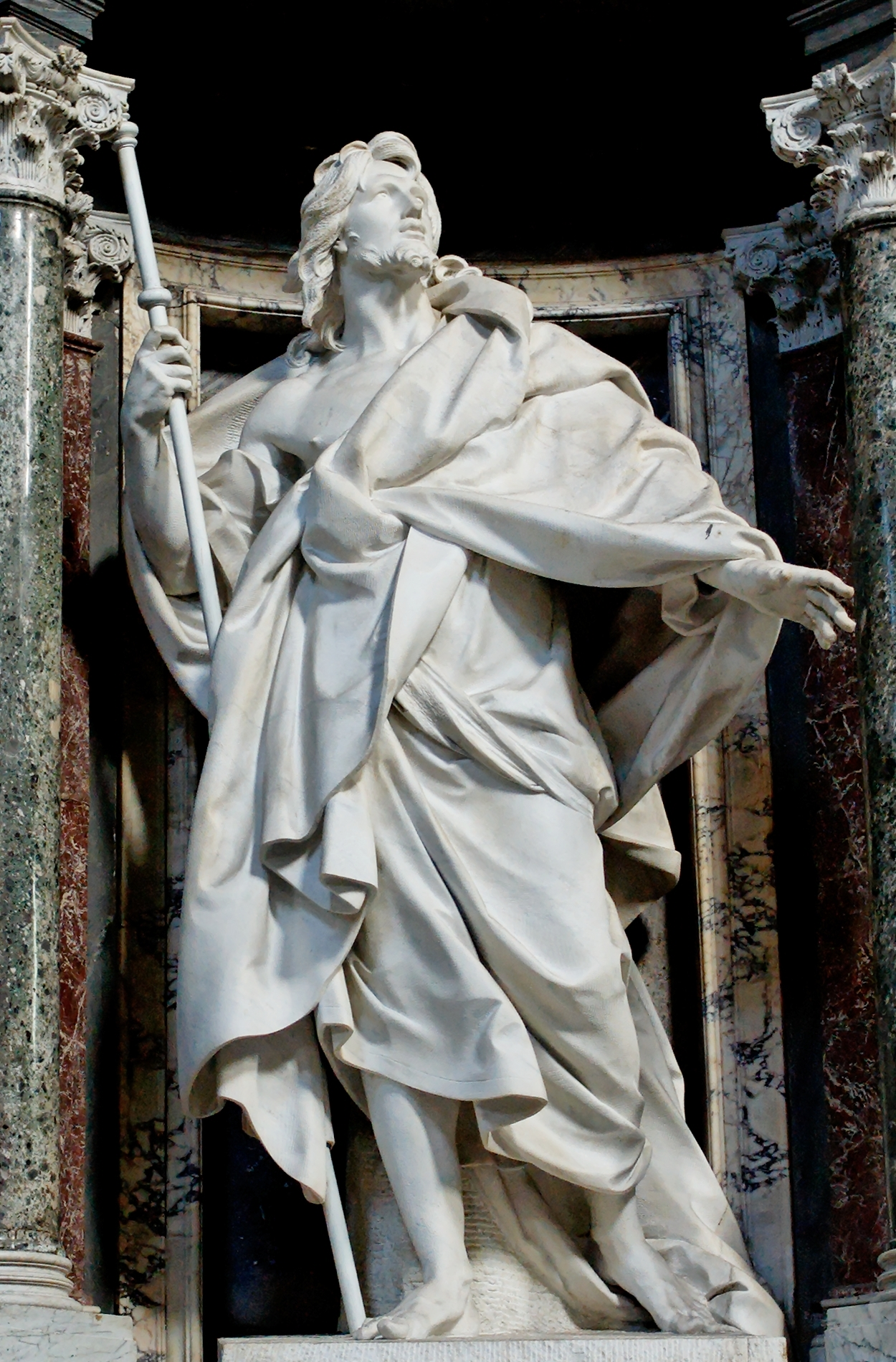
Giacomo il Maggiore (Rusconi)
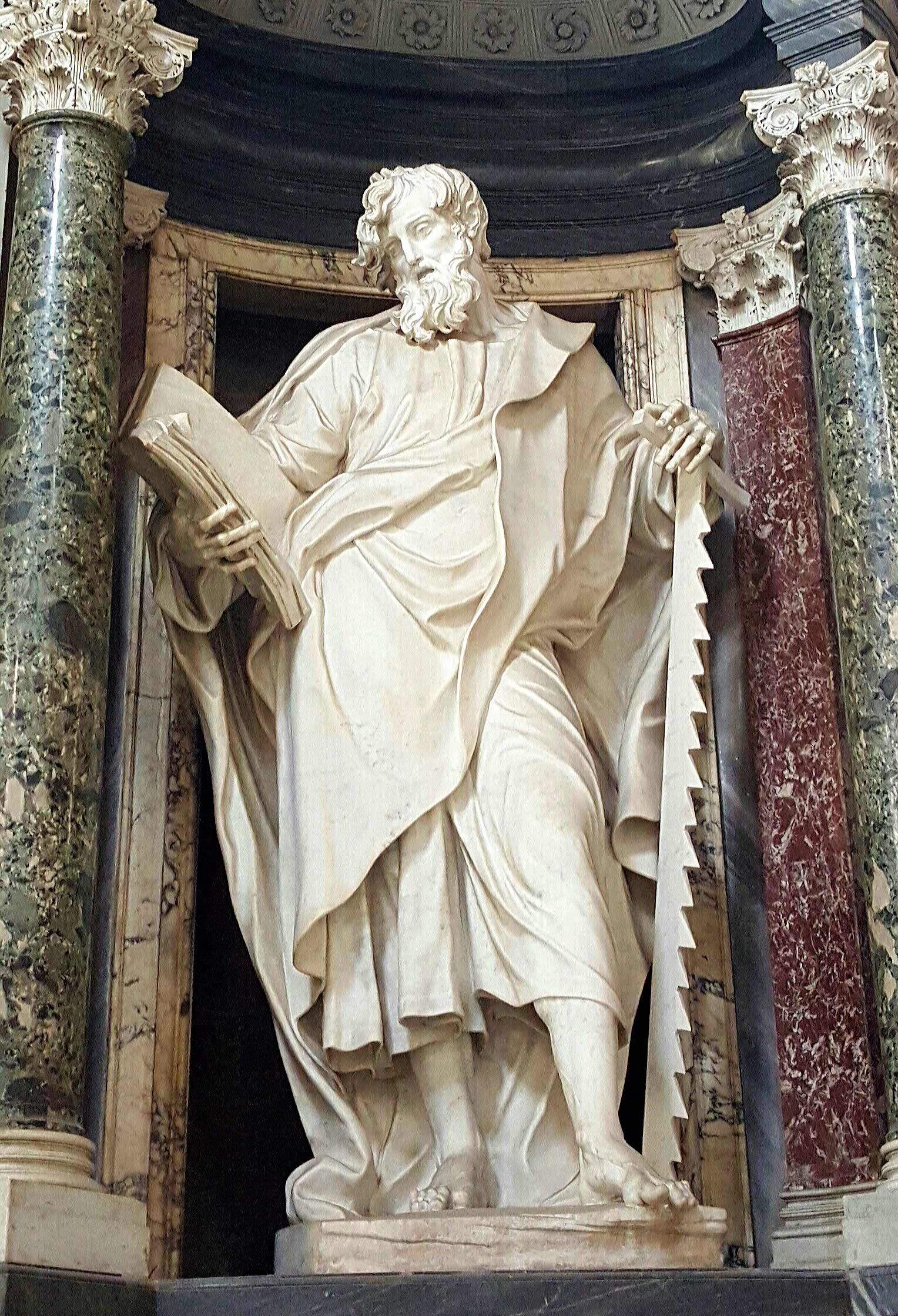
Simone (Moratti)
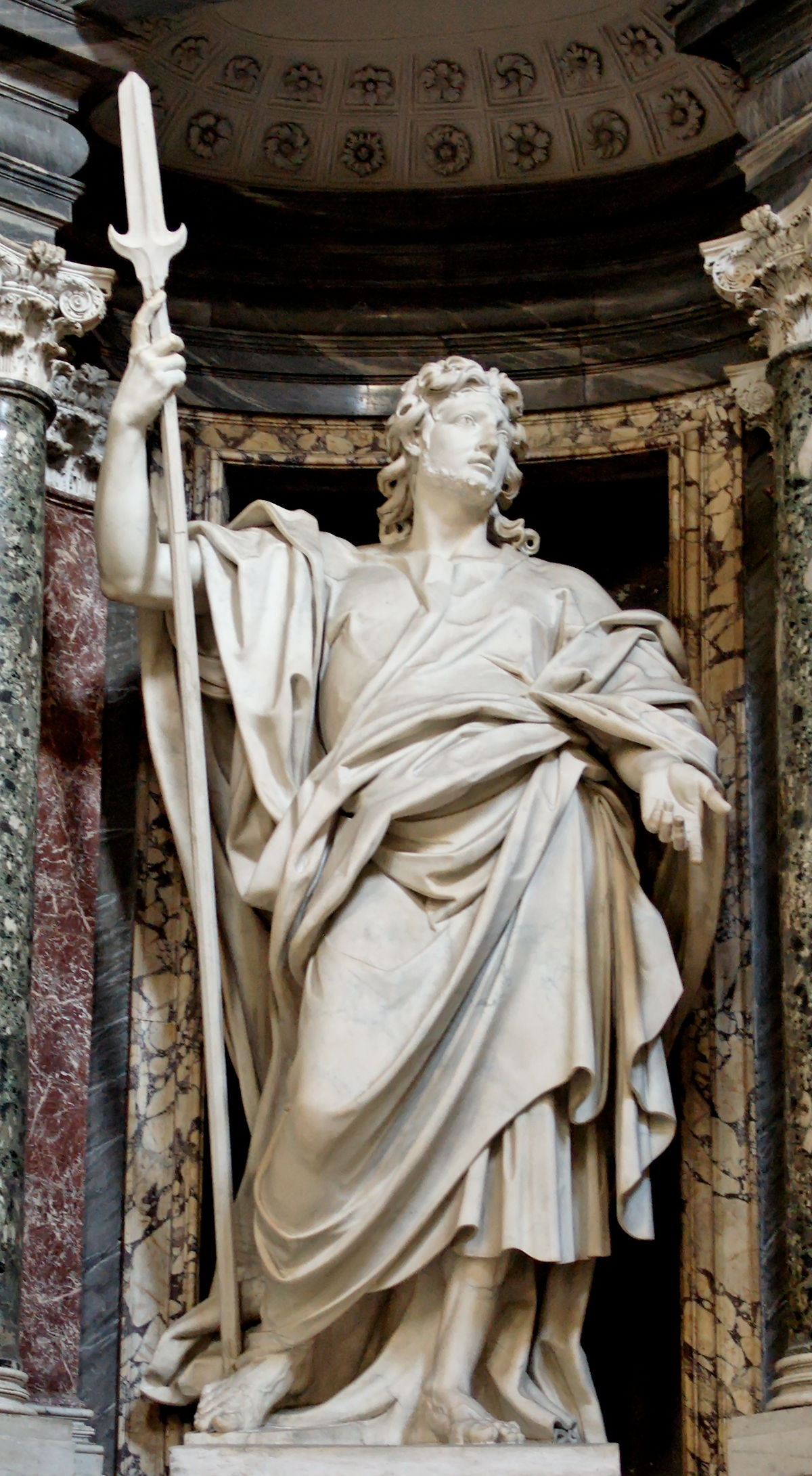
Taddeo (Ottoni)
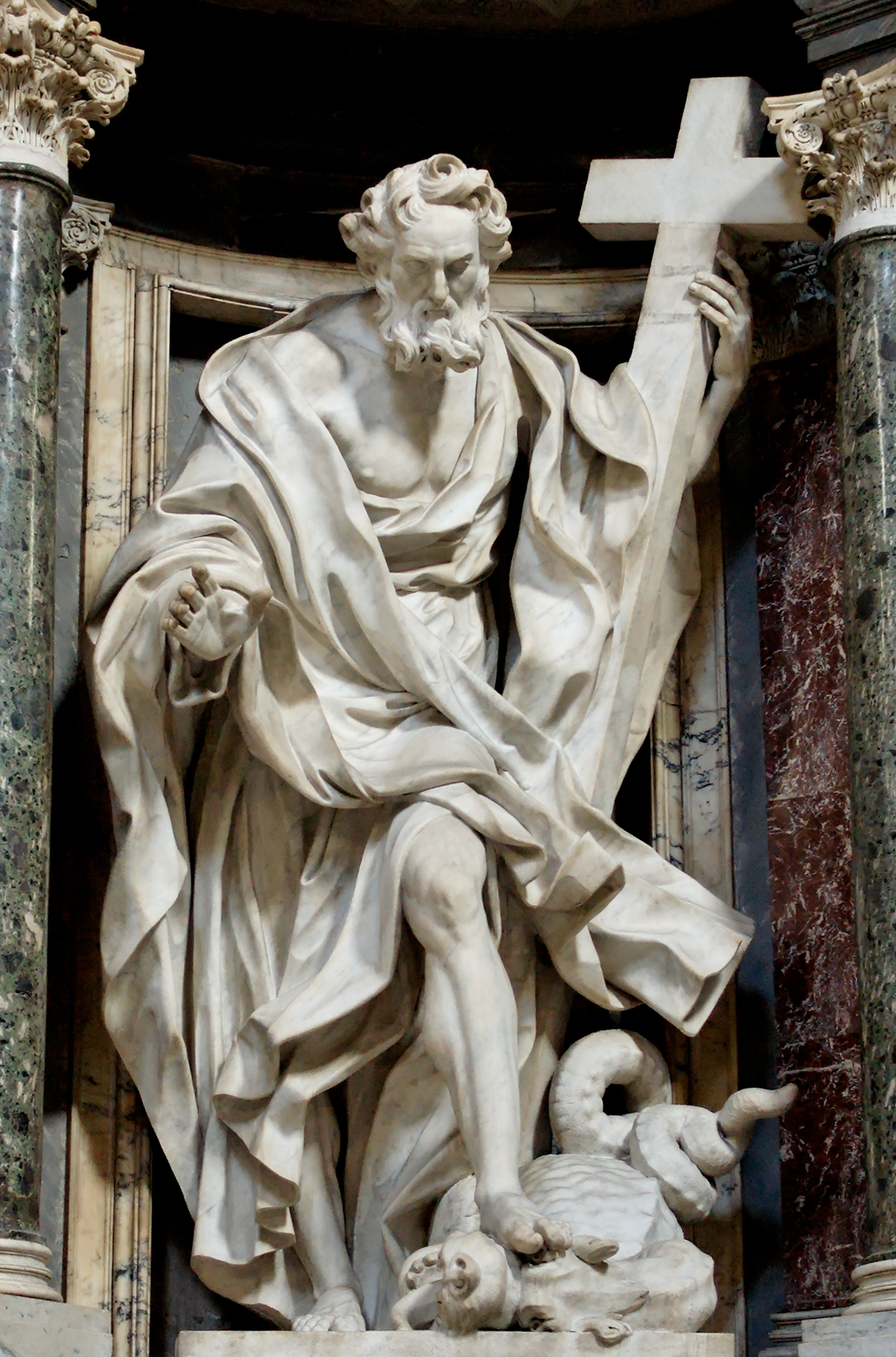
Filippo (Mazzuoli)

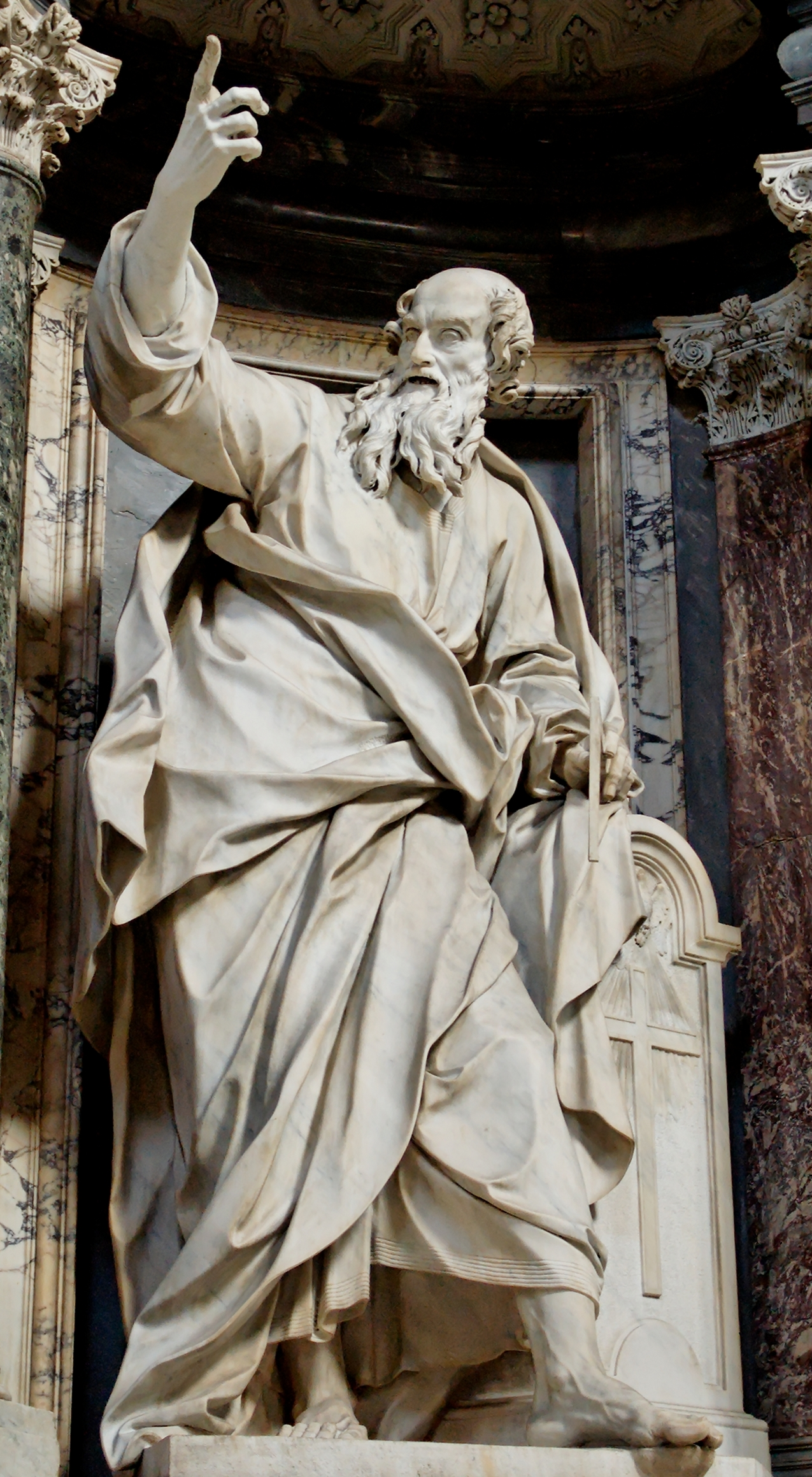
Tommaso (Legros)
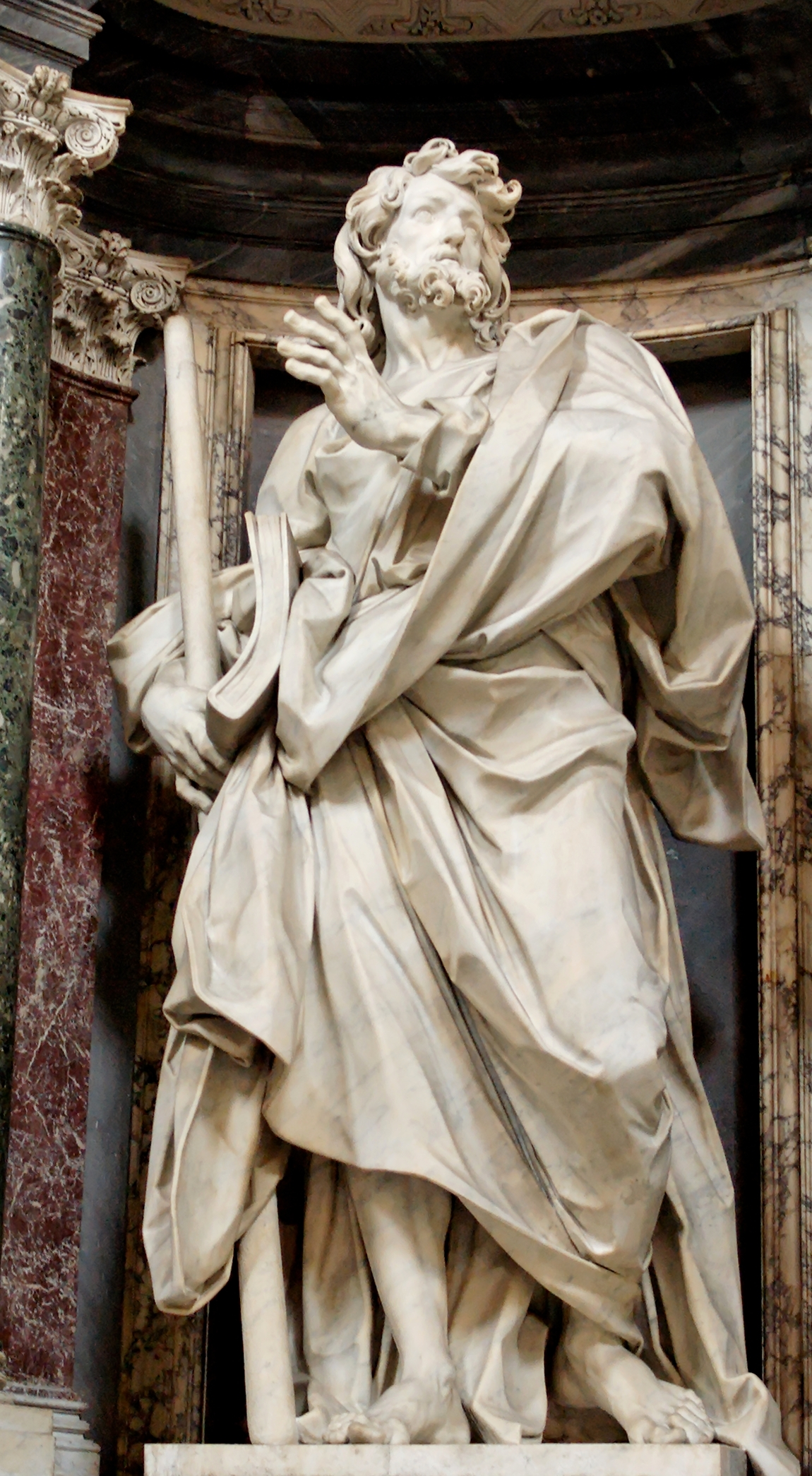
Giacomo il Minore (de' Rossi)
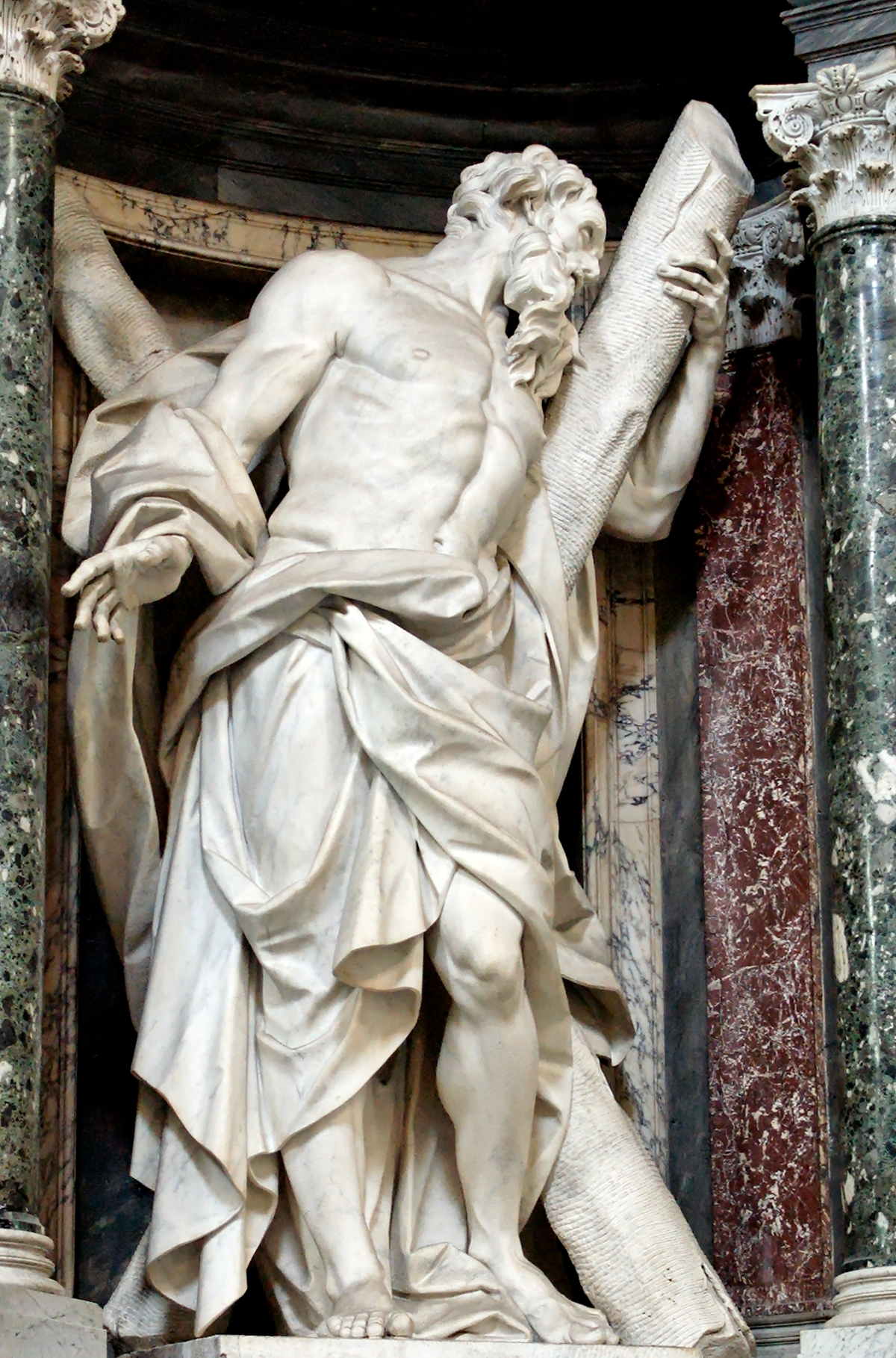
Andrea (Rusconi)
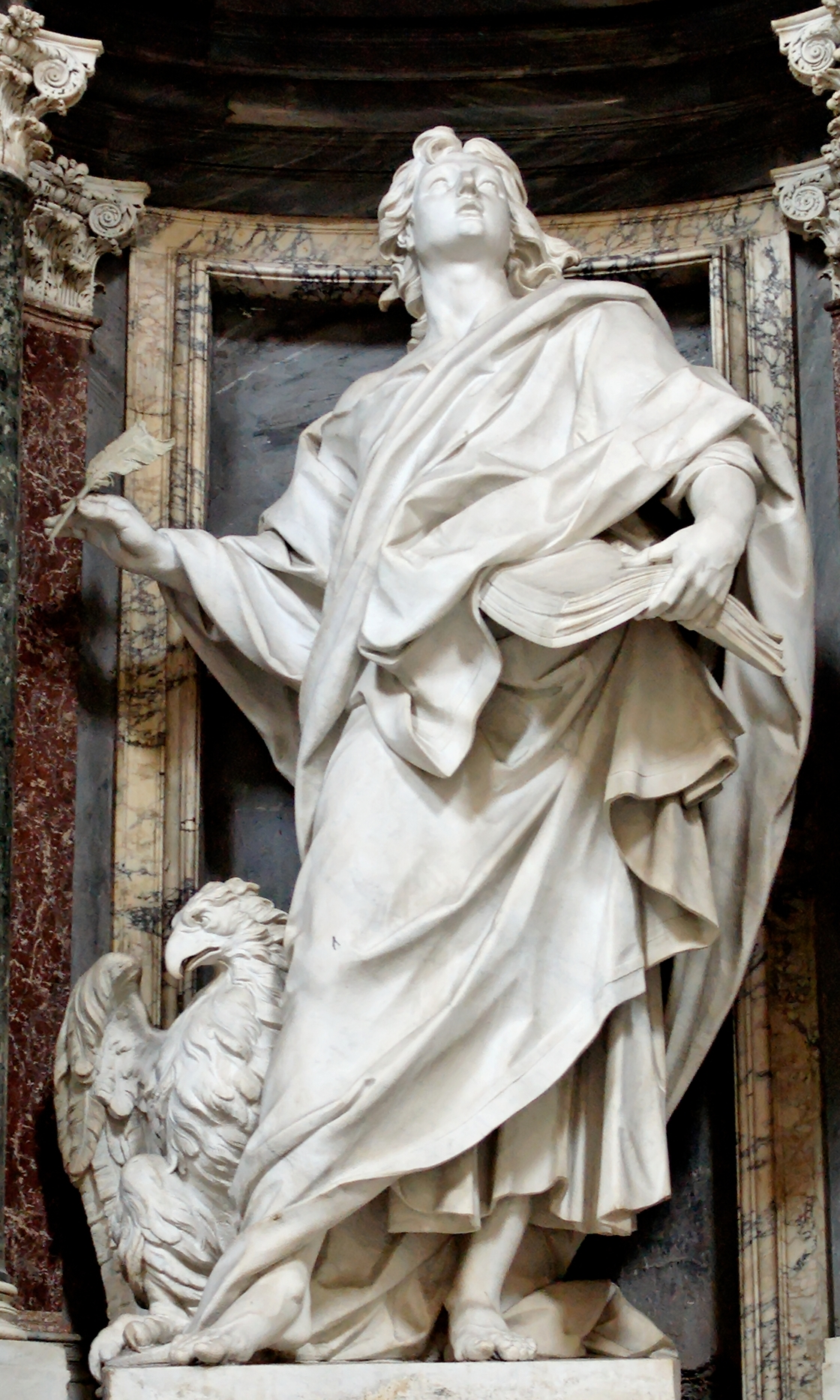
Giovanni Evangelista (Rusconi)
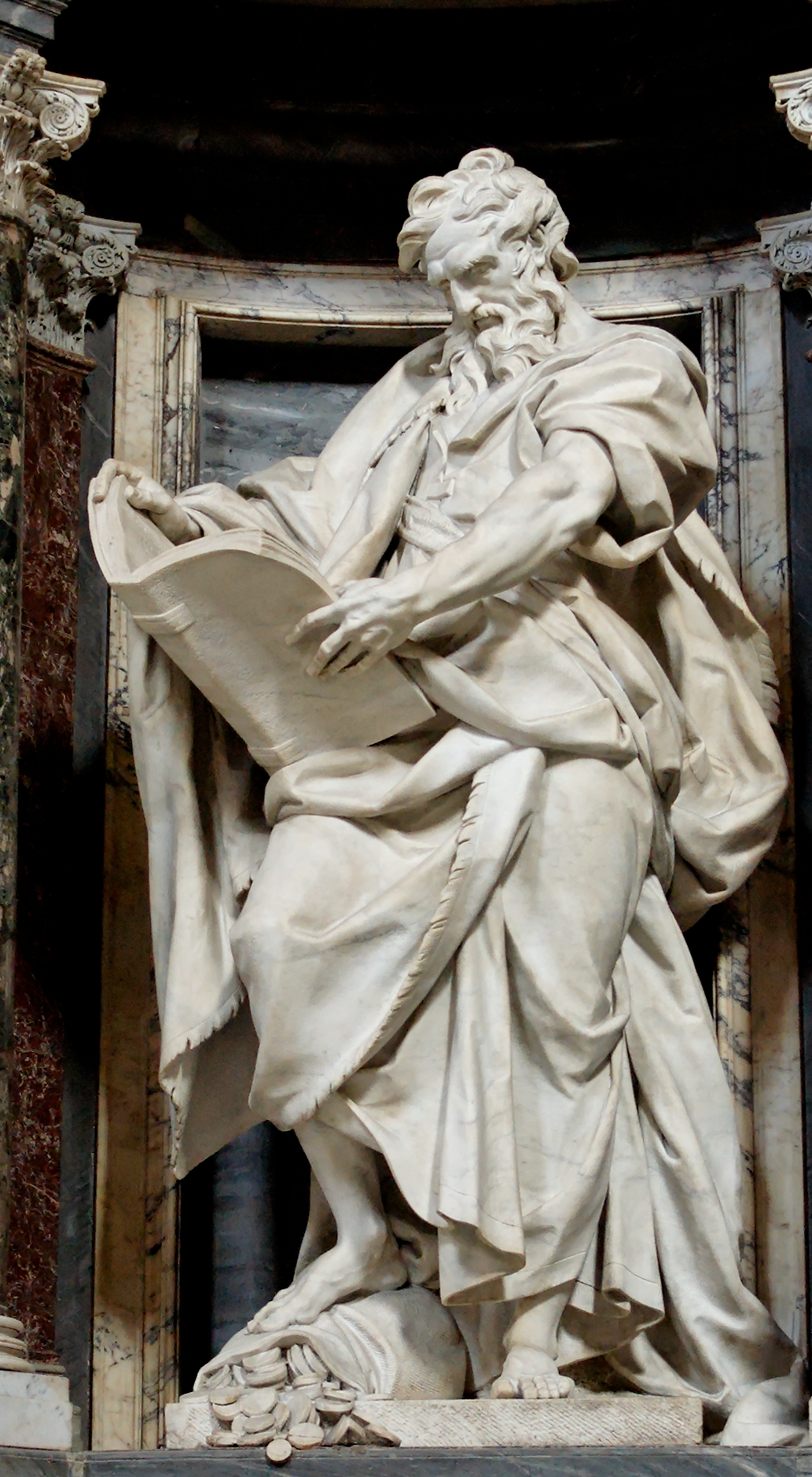
Matteo (Rusconi)

Negli spazi tra una finestra e l'altra Papa Clemente XI fece inoltre eseguire una serie di ovali con Profeti a un gruppo di pittori tra cui Francesco Trevisani, Giovanni Odazzi, Sebastiano Conca, Giuseppe Bartolomeo Chiari, Benedetto Luti, Luigi Garzi.

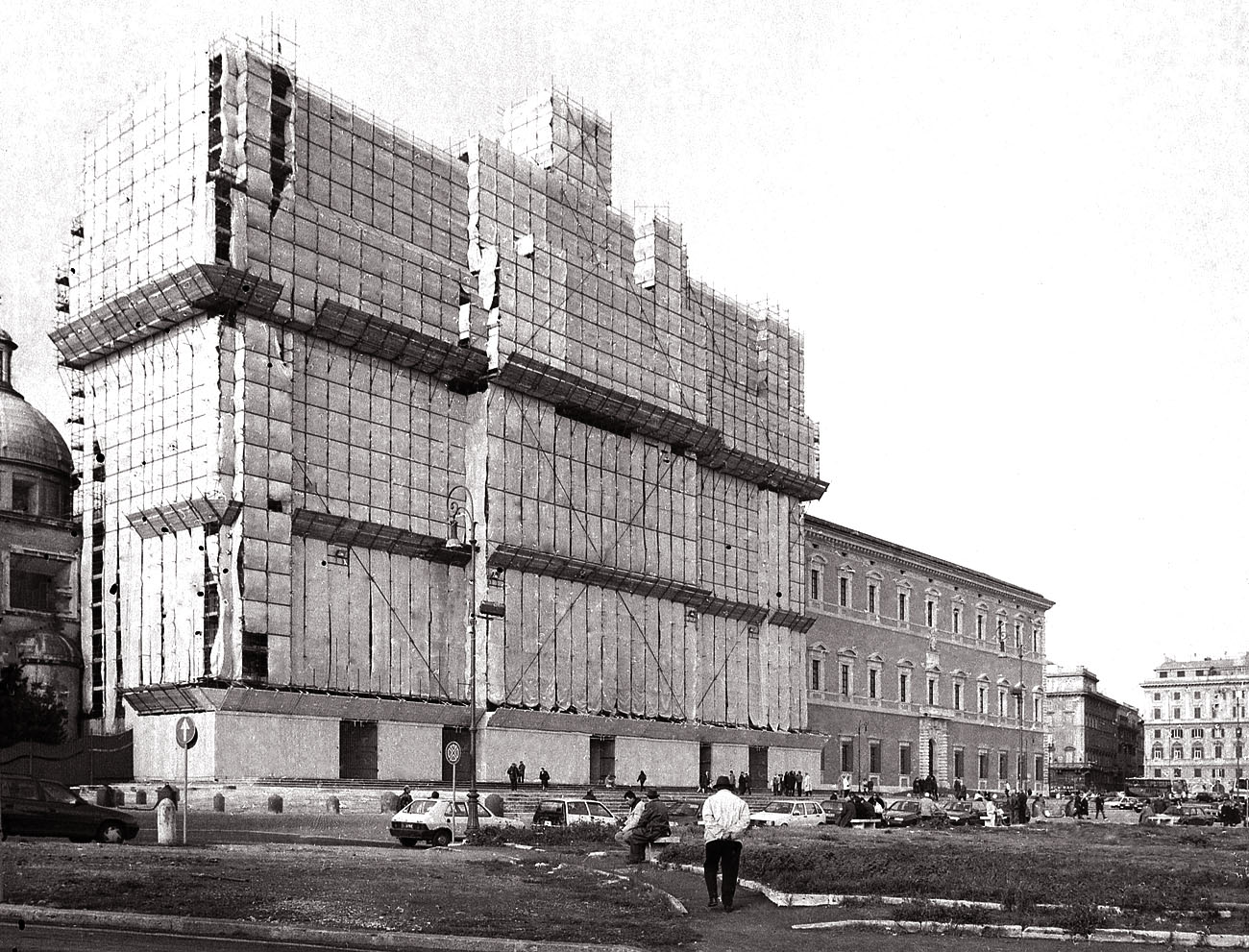
La facciata durante i restauri del 1999

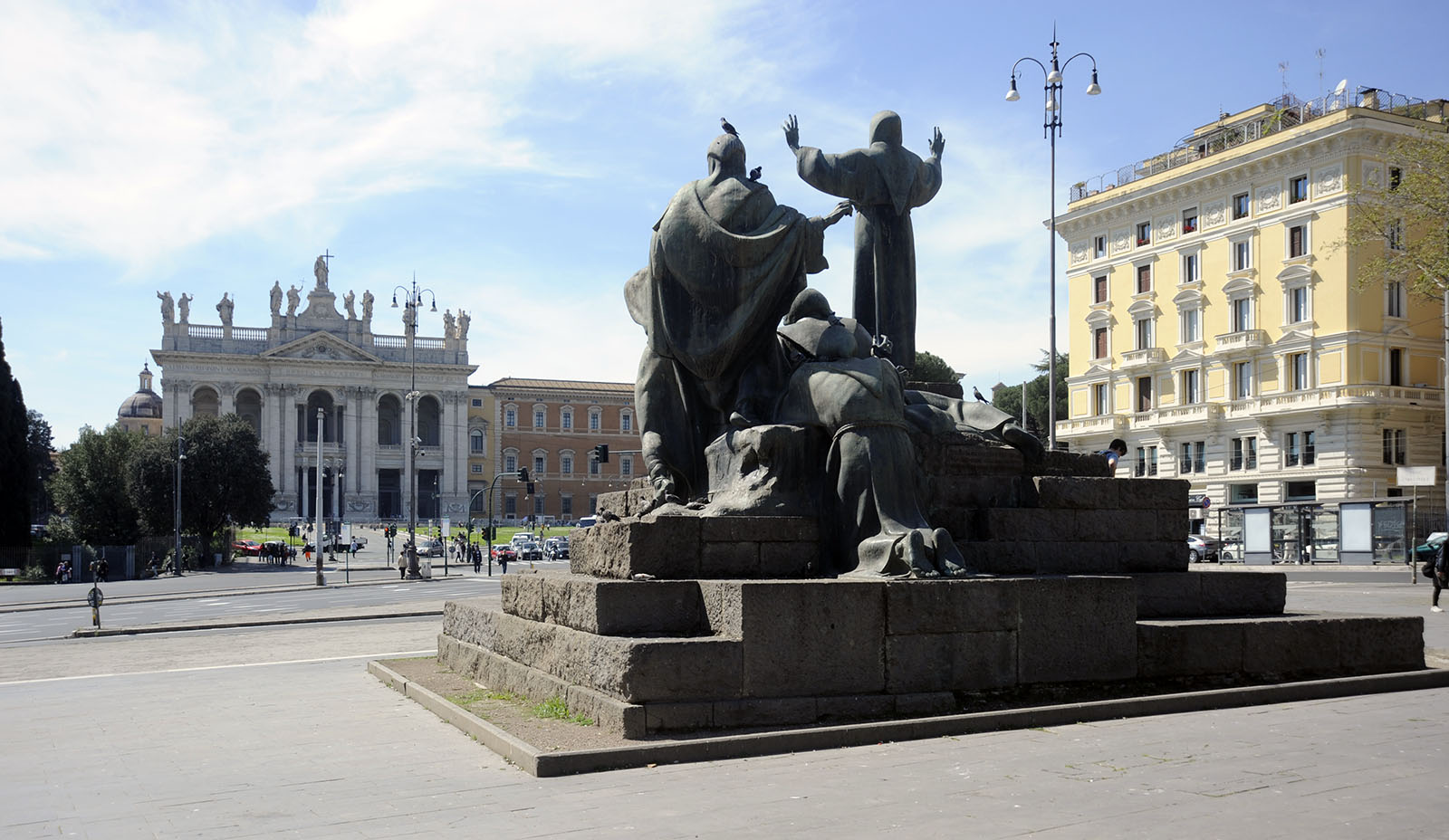
La piazza con il monumento a San Francesco (Giuseppe Tonnini, 1927)

La facciata fu invece progettata da Alessandro Galilei (1735), dopo un concorso che lo vide primeggiare, per essere conterraneo del papa fiorentino Clemente XII Corsini su architetti ben più celebri di lui (come Luigi Vanvitelli, Nicola Salvi, autore della Fontana di Trevi, Ferdinando Fuga, e Ludovico Rusconi Sassi), e dopo che Filippo Juvarra fu invitato a partecipare al confronto solo come giudice. Tuttavia l'opera del Galilei ha il merito di allontanarsi da un repertorio barocco ormai esaurito e di avvicinarsi ai nuovi dettami dell'architettura classica. La facciata, tra le più suggestive di Roma, si presenta come uno schermo davanti all'originaria basilica, generando così un nartece o vestibolo che, rapportato alla navata centrale e alle due navate laterali, ha richiesto una parte centrale più larga del resto. Galilei ha allargato la finestra centrale fiancheggiandola con due colonnine che sostengono l'arco, secondo lo schema della familiare finestra Palladiana. Portando la parte centrale un po' in avanti e ricoprendola con un frontone che si rompe nella balaustra del tetto, Galilei fornisce una porta d'entrata su una scala più che colossale, incorniciata da colossali pilastri di ordine composito accoppiati, che lega la facciata nel modo introdotto da Michelangelo nel Palazzo Senatorio.
Più avanti, sempre nel XVIII secolo, si segnalano i progetti monumentali (al limite dell'utopia) di Giovanni Battista Piranesi per un nuovo, grandioso presbiterio, eseguiti per conto di Clemente XIII, mai posti in opera.
Fino al XIX secolo tutti i Papi furono incoronati in Laterano, ma dopo la breccia di Porta Pia l'usanza cadde in abbandono.
Alla fine del XIX secolo, dopo che un avveniristico progetto di traslazione di Andrea Busiri Vici non poté esser messo in opera in ragione dei costi elevati che avrebbe comportato, l'abside antica fu abbattuta per volontà di Leone XIII e ricostruita in posizione diversa per ospitare un nuovo coro, turbando così la spazialità della basilica.
Il 28 luglio 1993 l'entrata laterale e parte della facciata del palazzo furono danneggiati gravemente da un attentato dinamitardo di stampo mafioso: esplose un'autobomba posta tra il il transetto e il Palazzo Lateranense.  Anche se la statica della facciata fu danneggiata, fu possibile riparare i danni rapidamente. La stessa notte un secondo ordigno colpì anche la chiesa di San Giorgio al Velabro

## L'aspetto odierno della basilica

### La facciata principale

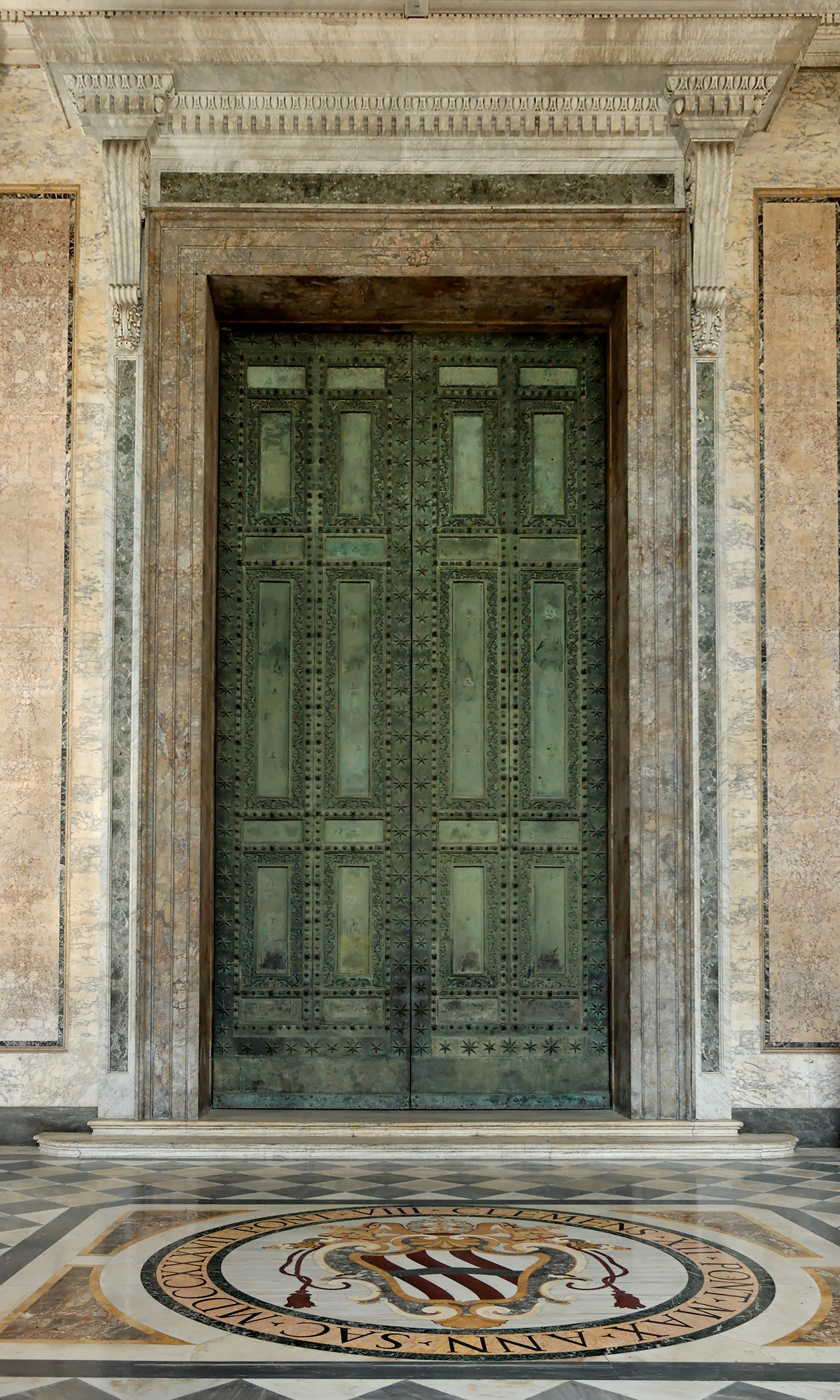
Il portale principale della basilica, contenente le porte bronzee provenienti dalla Curia Iulia

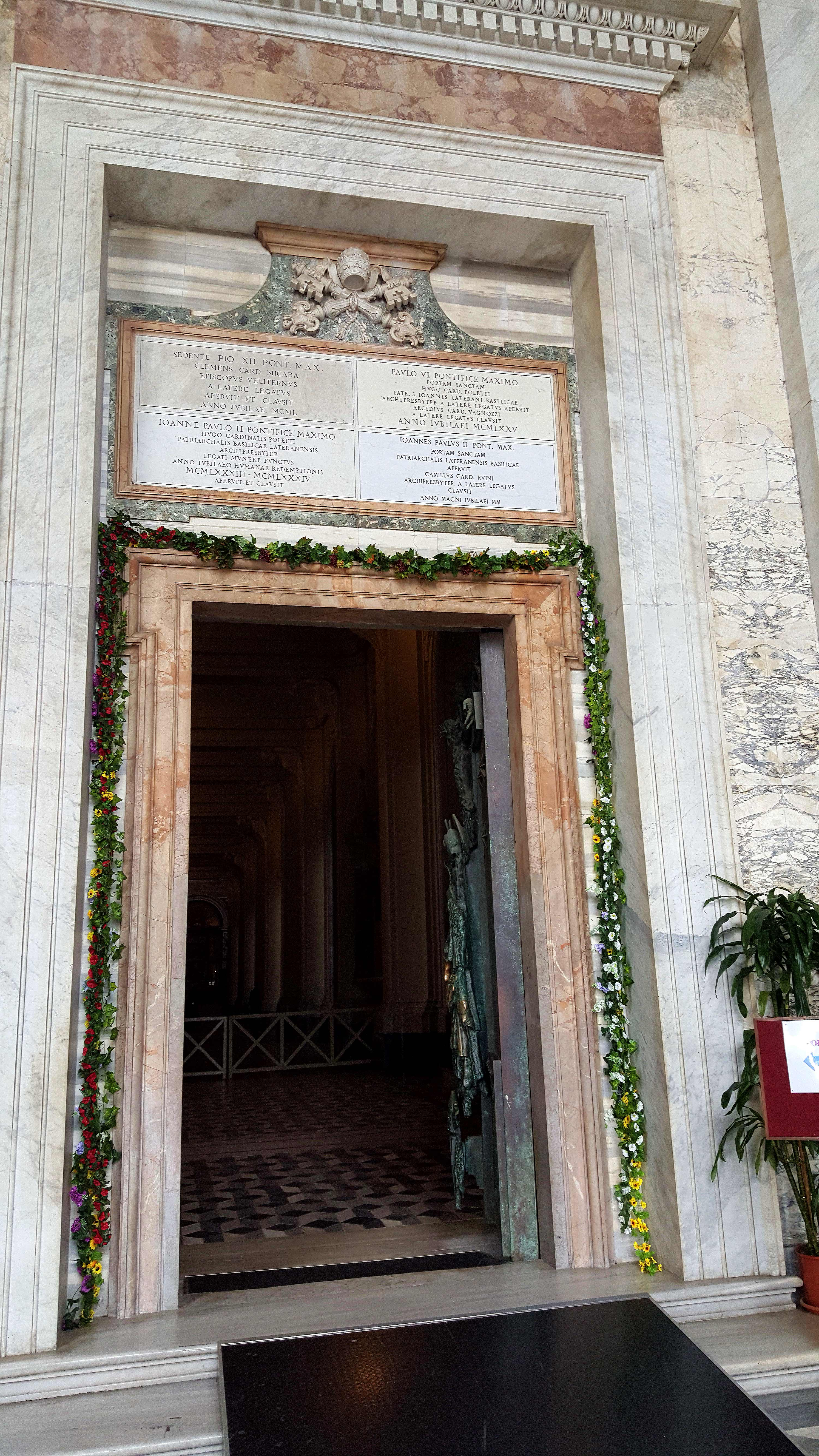
Porta santa aperta per il Giubileo straordinario della misericordia 2015-2016

La facciata principale, costruita nel 1732 secondo il progetto di Alessandro Galilei, è costituita da un lungo atrio e da un arioso loggiato che si innesta sopra a quest'ultimo. L'atrio, che ricalca lo stile, seppur in forme più semplici, di quello di San Pietro in Vaticano, custodisce, in una nicchia quadrangolare posta all'estremità sinistra, una statua di epoca romana raffigurante Costantino I. La porta centrale della basilica proviene dalla Curia Iulia (antica sede del Senato romano) e fu realizzata nel IV secolo d.C., dopo l'incendio del 283 d.C. durante il regno dell'imperatore Diocleziano, già chiesa di Sant'Adriano, ed è stata riadattata dal Borromini per la chiesa. Sulla sommità della facciata si trova un gruppo marmoreo raffigurante Cristo con la croce tra alcuni santi vescovi della Chiesa d'Oriente e di quella d'Occidente. Nel timpano si trova un mosaico proveniente dalla basilica paleocristiana raffigurante Gesù.

### La facciata settentrionale
La facciata del transetto nord, inquadrata tra due campanili medioevali dell'epoca di Pio IV, è preceduta da un ampio portico con loggiato, opera di Domenico Fontana. Sul soffitto del portico e su quello della loggia si trovano degli affreschi eseguiti sotto Sisto V raffiguranti Angeli e Santi. In fondo sulla destra, in una nicchia chiusa da un cancello, si trova la statua bronzea di Enrico IV di Francia.

### Le navate e le cappelle
La basilica di San Giovanni ha cinque navate. Mentre quella centrale ha il soffitto a cassettoni e le due limitrofe a piccole cupolette, le navatelle estreme hanno il soffitto piatto e sono divise in campate quadrate e rettangolari da lesene. Nella navata centrale, in alcune nicchie ricavate nei pilastri, si trovano le statue dei dodici Apostoli, inserite nella basilica con gli interventi del Borromini, opere di vari artisti tra cui Camillo Rusconi, Pierre Legros e Angelo De Rossi. Negli spazi tra una finestra e l'altra ci sono dei tondi dipinti raffiguranti i Profeti. La pavimentazione è quella cosmatesca della basilica medievale.
Lungo le navate laterali estreme si apre una serie di cappelle. Quelle più importanti della navatella destra sono la cappella (1729) degli Orsini duchi di Gravina, la cappella Massimo, la cappella Torlonia e la cappella Casati: qui si trovano le tombe del cardinale lombardo Conte Casati (scomparso in Roma nel 1288) e quella di un suo discendente don Agostino Casati (1739-1820), il Conte della storica dinastia di Milano e Muggiò, zio di Gabrio Casati (1798-1873); mentre la più importante della navatella sinistra è la cappella Corsini, a pianta centrale con cupola, contenente i sepolcri di Clemente XII (al secolo Lorenzo Corsini), del cardinale Neri Maria Corsini e del cardinale Andrea Corsini.
Le decorazioni di contorno in stucco sono opera dello scultore messinese Simone Martinez e del figlio Francesco, autore delle due Beatitudini in marcato altorilievo poste ai lati della finestra della parete sinistra, sopra la statua di papa Clemente XII, e i modelli delle teste di cherubino e dei due angeli reggenti lo stemma dei Corsini che ornano la cancellata, sono anch'essi opera del Martinez. Nella cappella è inoltre conservata la struggente Pietà marmorea di Antonio Montauti, datata 1733 e considerata il capolavoro dello scultore barocco.

### Il transetto nord e il transetto sud

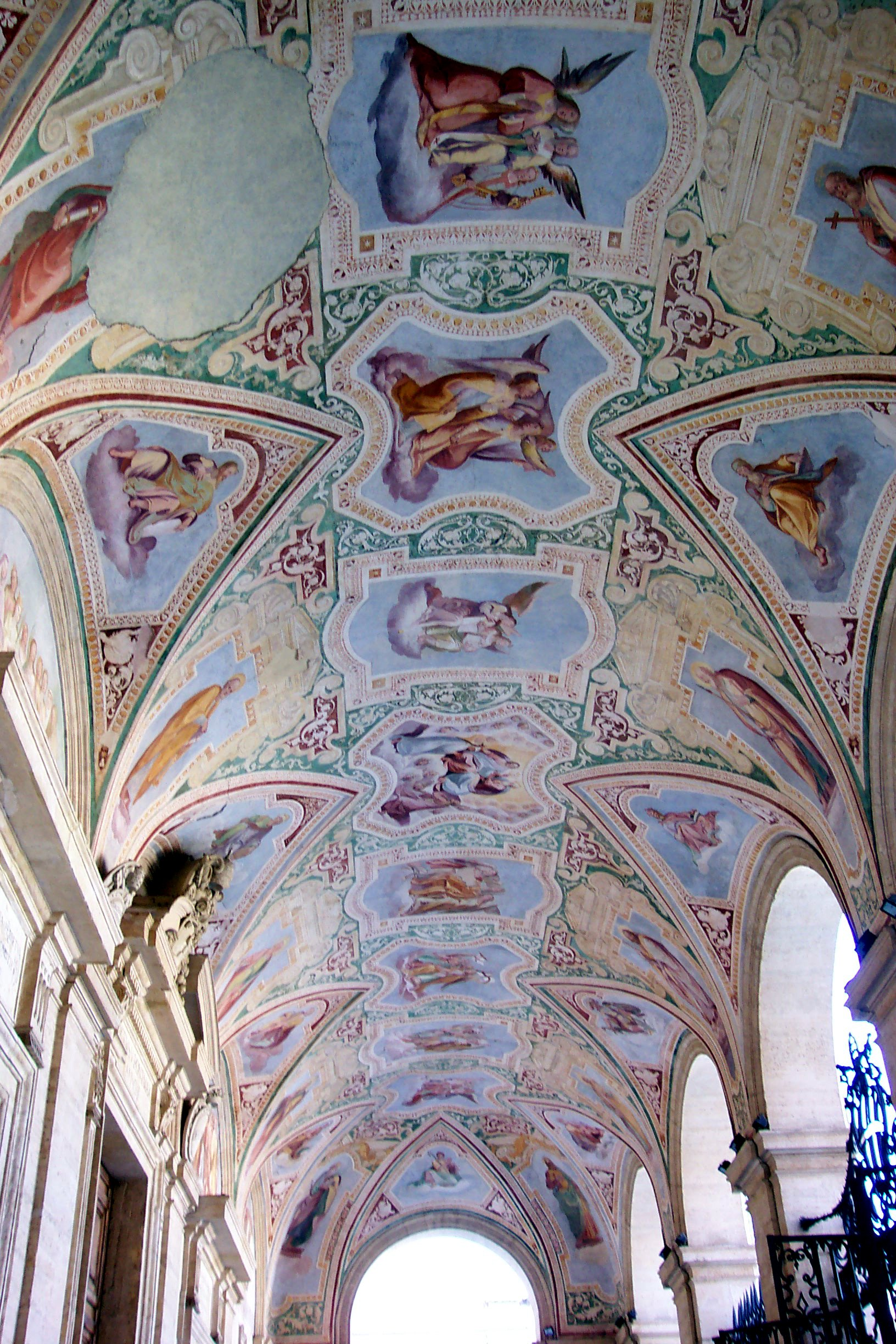
Volta del portico del transetto destro o transetto nord

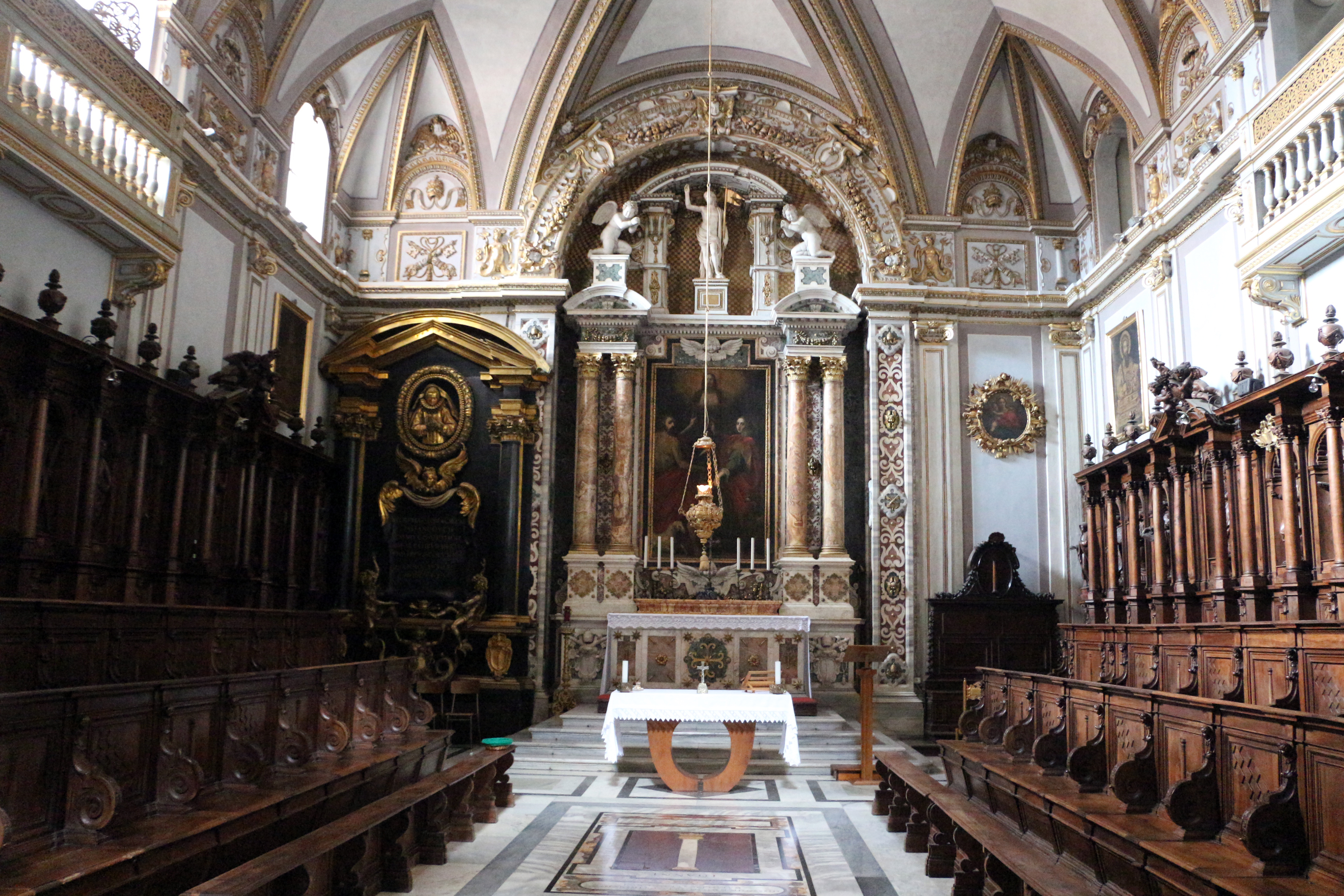
Cappella Colonna o del Coro

Il transetto nord della basilica ospita nella controfacciata l'enorme organo cinquecentesco di Luca Biagi decorato da Giovan Battista Montano. Questo è costituito da tre trifore contenenti ciascuna una serie di canne in metallo, di cui alcune tortili. Adiacente all'abside è la cappella Colonna o del S. Salvatore detta del Coro, realizzata da Girolamo Rainaldi (1606-10) su commissione del cardinale Ascanio in sostituzione del precedente altare dedicato alla Maddalena di cui godevano il iuspatronato, dove sono sepolti alcuni dei cardinali della famiglia. Nel transetto sud, invece, c'è l'altare maggiore, o del S.S. Sacramento, avente un ciborio barocco con pietre preziose. Sopra il ciborio si trova il reliquiario della mensa su cui Gesù consumò l'Ultima Cena. Questo, raffigurante proprio il suddetto avvenimento, è opera di Ambrogio Buonvicino e di Orazio Censore. Sopra si trova l'affresco raffigurante l'Ascensione, opera del Cavalier d'Arpino.

### L'altare papale e la confessione
L'altare papale si trova nella crociera ed è sormontato dal monumentale ciborio gotico, opera dell'architetto Giovanni di Stefano. Sopra la volta che copre l'area riservata all'altare, chiusa da una fitta grata in oro, si trovano i reliquiari delle teste dei S.S. Pietro e Paolo. I reliquiari sono del 1804 e sostituiscono quelli andati trafugati nel 1799 e che erano stati realizzati da Giovanni di Bartolo.Lungo il cornicione esterno che divide la cella delle reliquie e lo spazio dell'altare, ci sono degli affreschi raffiguranti Santi e la Crocifissione, il Buon Pastore, la Madonna in trono col Bambino e l'Incoronazione di Maria.
Davanti all'altare si apre la confessione, fatta realizzare per volontà di papa Pio IX nel 1851 su progetto di Filippo Martinucci, in concomitanza con i lavori di rifacimento dell'altare papale diretti dallo stesso Martinucci. Essa è ornata con marmi policromi e delimitata da una balaustra in ferro battuto dorato in stile neogotico; nel medesimo stile è anche l'ampia fenestella confessionis, posta in asse con l'altare.

### L'abside e il coro di Leone XIII
Tra il 1880 e il 1886 Papa Leone XIII (1878-1903) fece ampliare abside della basilica, distruggendo quella con deambulatorio fatta erigere da Niccolò IV (1288-1292) alla fine del XIII secolo. L'abside attuale, progettata inizialmente da Virginio Vespignani e portata a termine dopo la sua morte dal figlio Francesco, è preceduta da un nuovo ambiente destinato ad accogliere il coro. Il nuovo coro, fastosamente decorato da affreschi, stucchi e marmi policromi, contiene sei cantorie, tre per lato, con parte delle canne dell'organo della basilica. Nel catino dell'abside c'è l'enorme mosaico del XIII secolo raffigurante la Vergine che presenta il committente Niccolò IV inginocchiato, San Paolo, San Pietro, San Francesco d'Assisi, San Giovanni Battista, Sant'Antonio di Padova, San Giovanni Evangelista e Sant'Andrea. Al centro del mosaico si trovano la Croce di Cristo e la colomba dello Spirito Santo. Cristo è raffigurato con la Gerusalemme celeste: i quattro fiumi che sgorgano dalla croce gemmata al centro rappresentano i Vangeli, le pecore e i cervi che si dissetano rappresentano i fedeli. Il mosaico era stato eseguito da Jacopo Torriti e Jacopo da Camerino, che avevano incluso in esso una più antica immagine del Salvatore. Quello attuale non è che un rifacimento realizzato dai mosaicisti di Leone XIII, che riutilizzarono soltanto le tessere musive dorate dello sfondo. I lavori promossi da Leone XIII sono ricordati da un'iscrizione musiva, che corre al di sotto delle finestre gotiche. In fondo all'abside si trova la cattedra papale, riproduzione ottocentesca di quella cosmatesca ora visibile nel chiostro, che è decorata con marmi policromi vari e con bassorilievi.

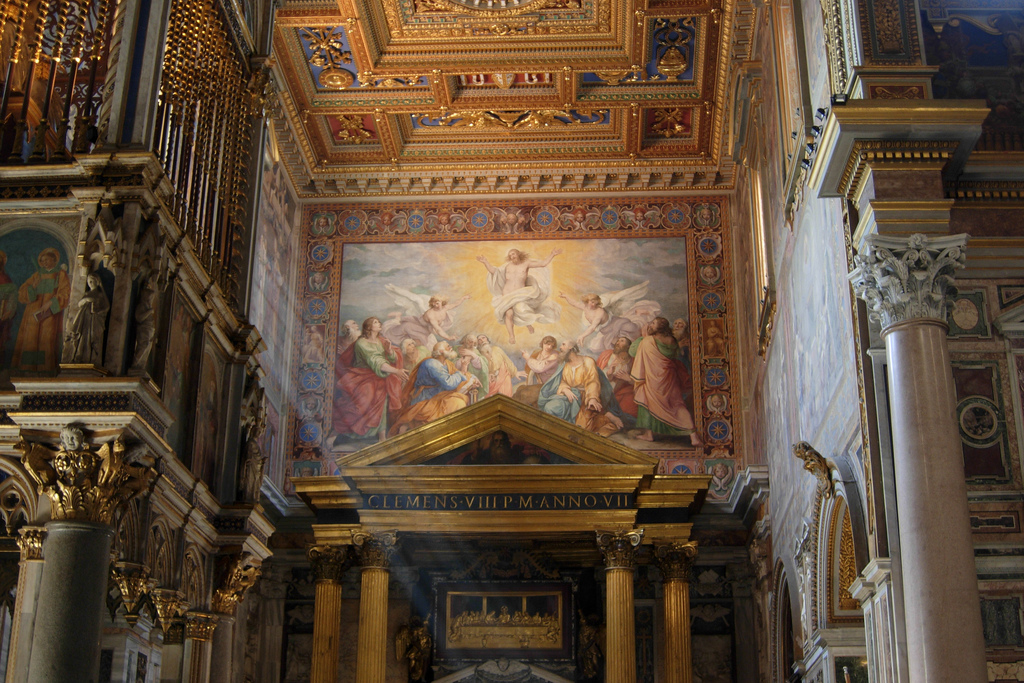
Affresco dell'Ascensione nel transetto sud della basilica
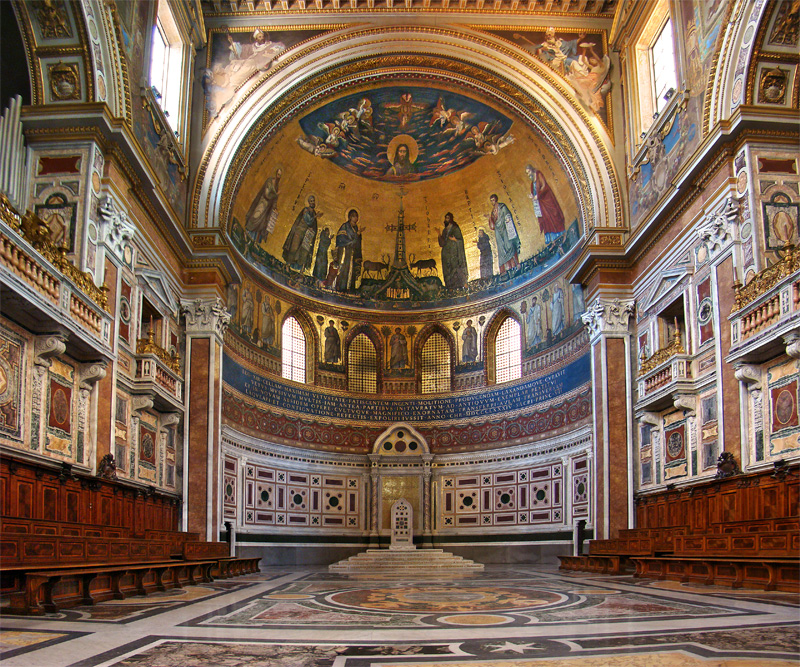
L'abside della basilica, con le decorazioni cosmatesche, racchiude la cattedra papale, che rappresenta simbolicamente la Santa Sede e fa di San Giovanni in Laterano la cattedrale di Roma.

### La Tabula Magna Lateranensis
La Tabula Magna Lateranensis è una lapide in mosaico con iscrizione in latino a lettere dorate su fondo nero, risalente al XIII secolo. È collocata sul lato sinistro della porta della sacrestia della basilica lateranense. La lapide elenca le reliquie che, all'epoca, erano custodite nella Basilica e nel Sancta Sanctorum, la cappella privata dei papi situata nel vicino complesso del Laterano.
Sull'altro lato della stessa porta si trova una seconda lapide di aspetto simile, che documenta interventi architettonici compiuti sulla Basilica nel IX secolo. Nel XIX secolo, su questa seconda lapide è stata erroneamente applicata una piccola targa superiore con la scritta "Tabula Magna Lateranensis".

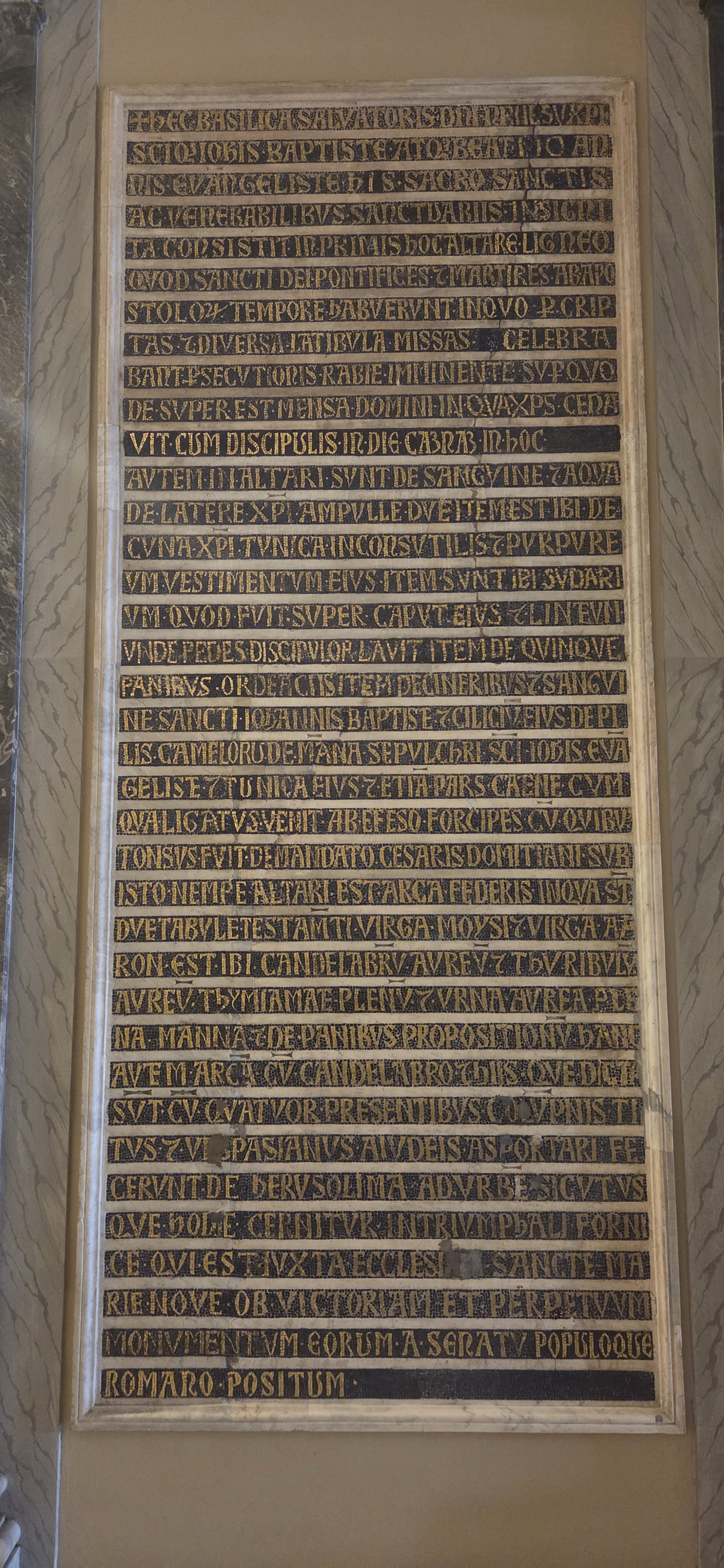
Tabula Magna Lateranensis (XIII secolo), posta al lato sinistro della porta della sacrestia, nella quale sono elencate le principali reliquie conservate nella basilica.
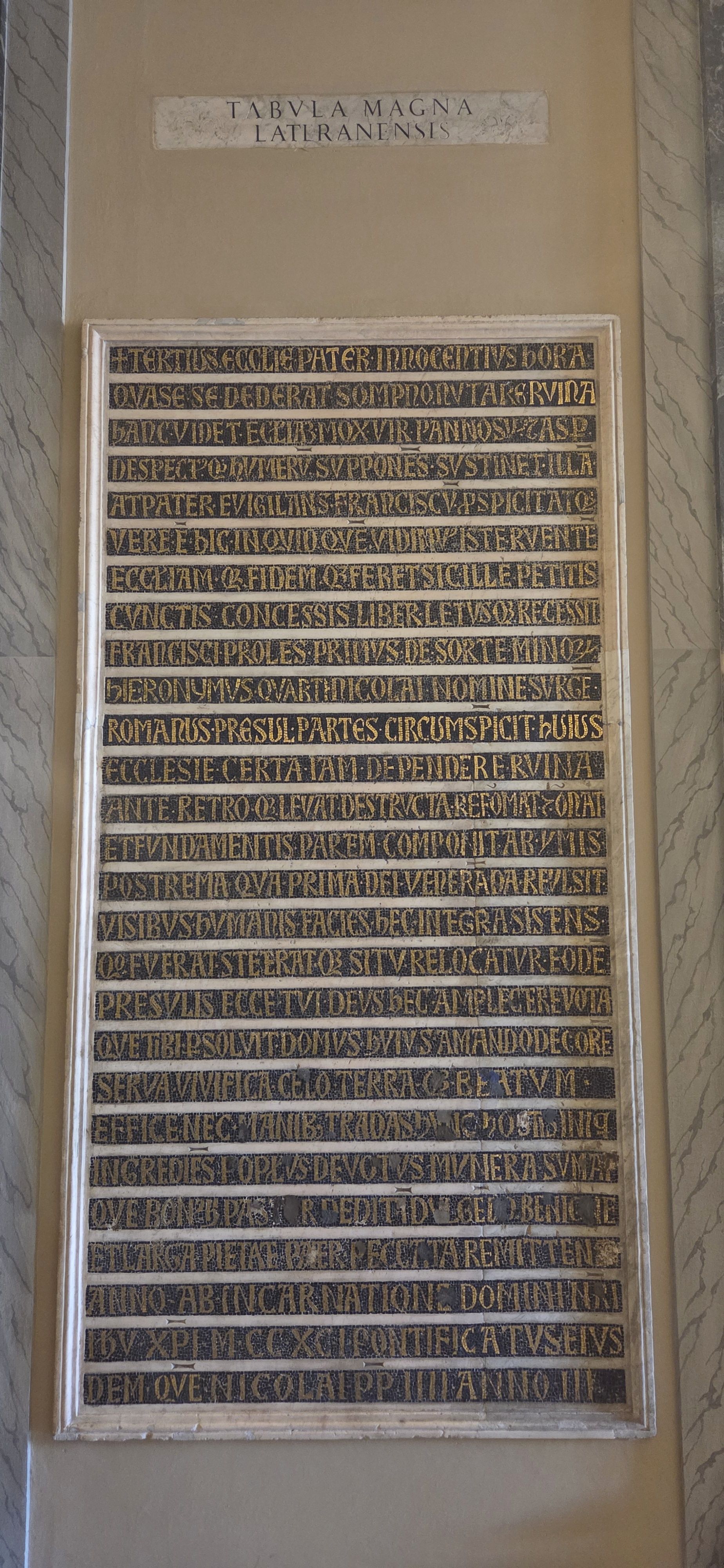
Pannello del XIII secolo simile alla Tabula Magna Lateranensis (il titolo in alto, aggiunto nel XIX secolo, è fuorviante), posto al lato destro della porta della sacrestia, che descrive alcuni lavori realizzati nel IX secolo.

## Il complesso architettonico del Laterano

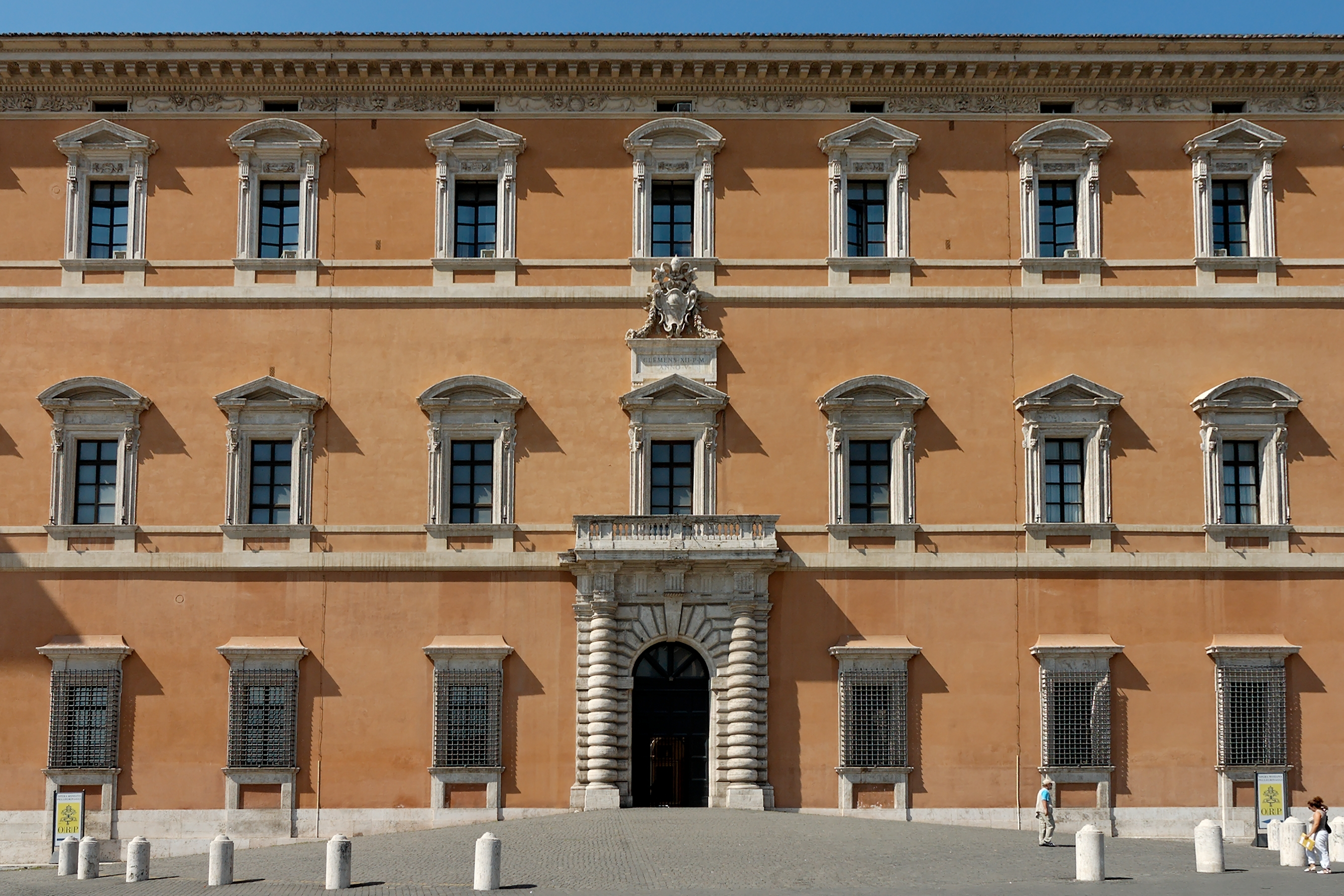
Facciata occidentale del Palazzo del Laterano

### Palazzo del Laterano
Accanto alla Basilica è situato il Palazzo del Laterano, eretto sul finire del XVI secolo da papa Sisto V al posto dell'antico Patriarchio, cioè l'antico palazzo patriarcale dei Papi, danneggiato da un incendio nel XIV secolo e ormai pericolante, che era stato, fino al 1309, loro residenza ufficiale.
L'attuale edificio, molto più piccolo del precedente, fu progettato da Domenico Fontana, che si ispirò all'architettura di Palazzo Farnese, e dal 1586 il ricostruito Palazzo del Laterano venne usato nuovamente come residenza estiva, anche se in genere gli venne preferito il Palazzo del Quirinale.

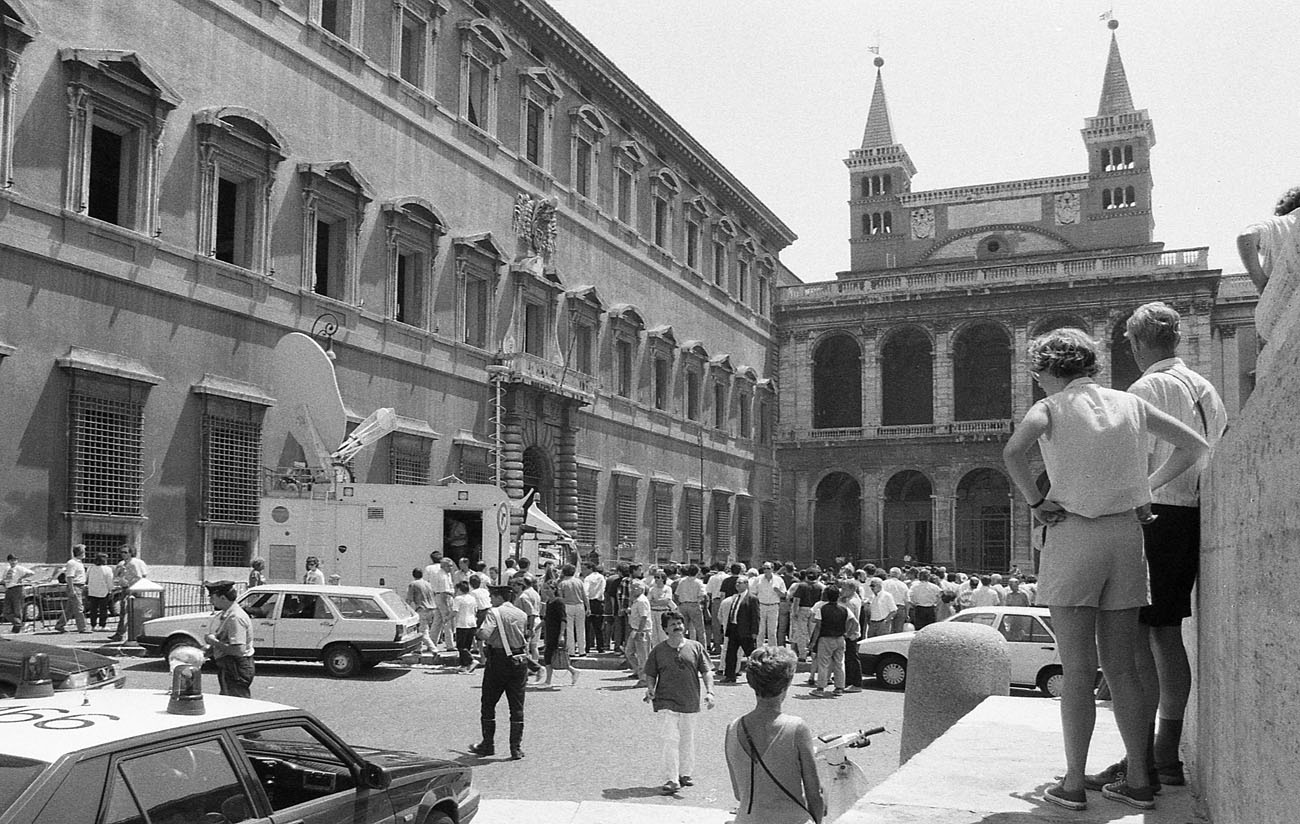
Attentato di mafia del 27 luglio 1993 con gravi danni alla facciata e alle finestre

Il palazzo del Laterano ospita il Vicariato della città di Roma, una delle due articolazioni su cui è strutturata la diocesi papale, competente per tutte le attività diocesane riguardanti la città e il territorio esterno alla Città Leonina. All'interno vi è inoltre una sezione del Museo Storico Vaticano, che comprende l'appartamento pontificio (con la sala della Conciliazione, nella quale vennero firmati i Patti Lateranensi l'11 febbraio 1929) e alcune sale dedicate all'iconografia papale. I vecchi Musei Lateranensi (Gregoriano Profano, Pio Cristiano e Missionario Etnologico) sono stati trasferiti in Vaticano.

### San Salvatore alla Scala Santa
Con la costruzione del nuovo palazzo, i resti dell'antico Patriarchio vennero traslati in un nuovo edificio, detto di San Salvatore alla Scala Santa o, più semplicemente, Scala Santa, per la particolarità di contenere quella che è ritenuta dai devoti la scala del pretorio di Gerusalemme, dove Ponzio Pilato giudicò Gesù. La scala venne portata a Roma da Flavia Giulia Elena, madre di Costantino. Dai devoti è considerata il Santuario per eccellenza della Passione di Gesù.
Sulla cima della scala si trova la cappella detta Sancta Sanctorum che conserva alcune tra le più importanti reliquie cristiane.
Nel XVI secolo papa Sisto V commissionò ad almeno 12 pittori diversi l'affrescatura delle pareti e della volta circostanti. La superficie complessivamente dipinta nel santuario è di 1700 metri quadrati: sono presenti una Biblia Pauperum e 33 affreschi relativi alla Passione di Cristo.

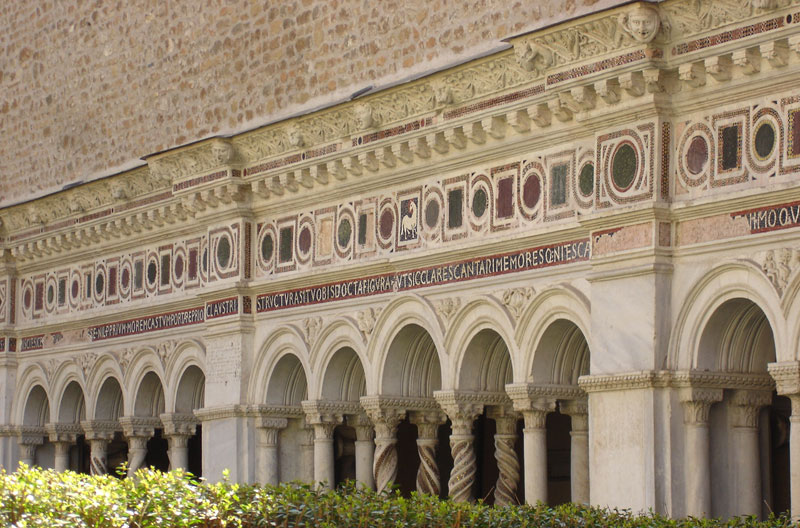
Il chiostro del monastero lateranense, con le decorazioni cosmatesche

### Chiostro lateranense
Dall'interno della basilica si accede anche al chiostro (opera dei più celebri maestri cosmateschi romani). Nel chiostro, oltre ad alcune testimonianze dell'antico Patriarchio, sono visibili opere di Arnolfo di Cambio e di altri artisti.
Il chiostro è legato all'esistenza in loco di un grande monastero benedettino racchiuso tra la mura aureliane, il Patriarchio e la basilica, nel quale abitava la comunità dei monaci addetti ai servizi nella basilica. L'unica parte che ancora rimane del grande complesso monastico è per l'appunto il chiostro, circondato da graziose colonne di marmo intarsiato. Sono di uno stile intermedio fra il romanico vero e proprio e quello gotico, opera di stile cosmatesco dei Vassalletto, famosa famiglia di marmorari romani, databile all'inizio del XIII secolo. Con i suoi 36 metri di lato è il più grande chiostro di Roma.

### Battistero lateranense
Il battistero del Laterano, con la sua pianta ottagonale, si leva separato dalla basilica. È stato fondato da papa Sisto III, forse su una struttura precedente, dato che una leggenda dice che Costantino I fosse stato battezzato là e avesse arricchito la struttura; in realtà fu battezzato in oriente, da un vescovo ariano. Questo Battistero è stato per molte generazioni l'unico Battistero a Roma e la sua struttura ottagonale, concentrata sul grande bacino per le immersioni complete, ha fornito un modello per altri battisteri per tutta l'Italia e perfino il motivo iconico per la cosiddetta "Fontana della Vita" dei manoscritti miniati.

### Triclinio Leonino

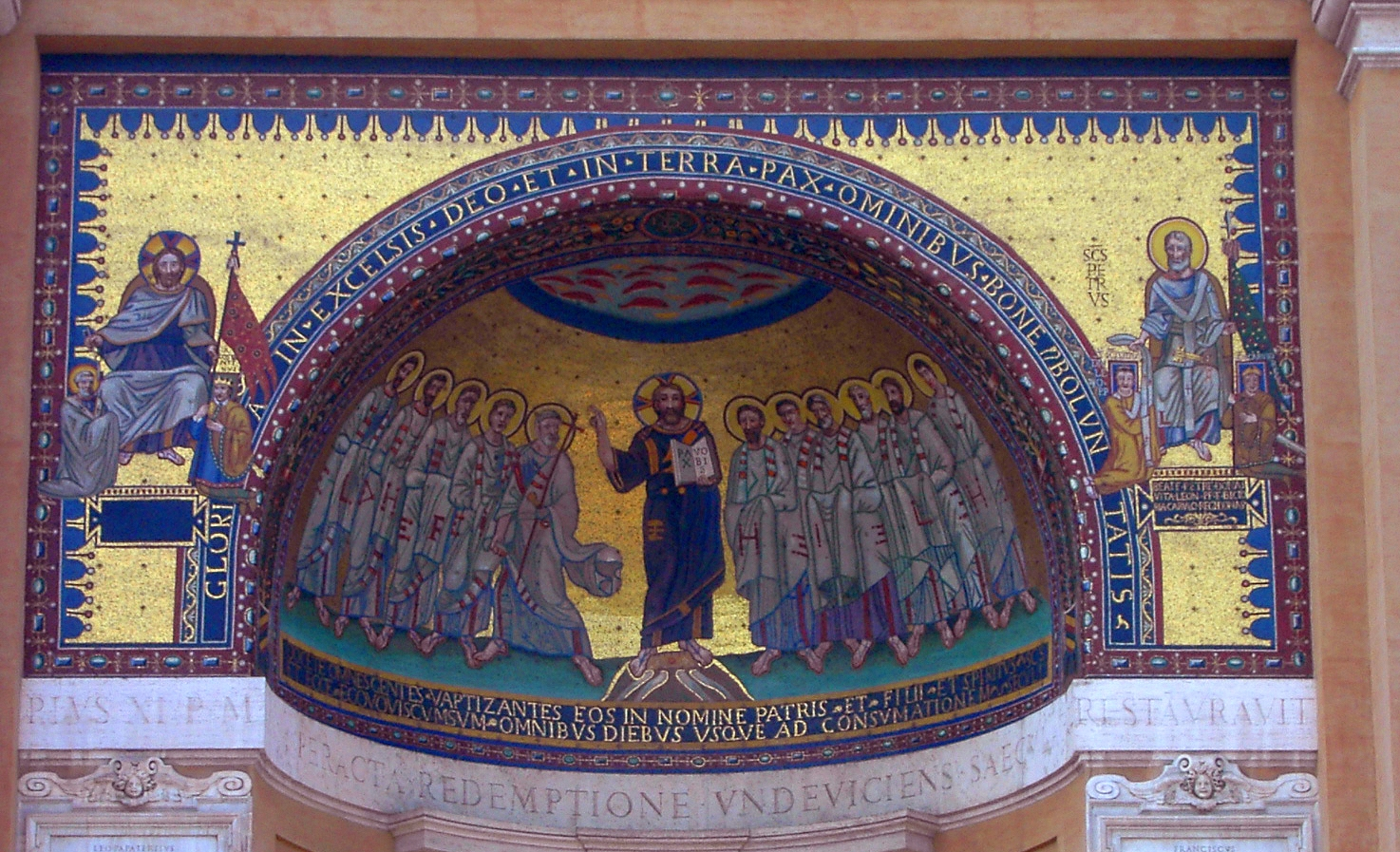
Mosaico del Triclinium di papa Leone III

Un'abside decorata con mosaici e aperta all'aria, situata accanto a San Salvatore della Scala Santa, costituisce l'ultimo resto dell'antico Patriarchio. Si tratta di quanto rimane di una delle più grandi sale del palazzo antico, il triclinium fatto erigere da papa Leone III come sala per i banchetti di Stato. La struttura attuale non è antica, ma è possibile che alcune parti dei mosaici originali siano state conservate in un mosaico in tre parti: nel centro Cristo affida agli Apostoli la loro missione, a sinistra consegna le chiavi a san Silvestro e il Labaro a Costantino, mentre sulla destra san Pietro dà la stola a Leone III e le insegne a Carlo Magno.

### Piazza di San Giovanni in Laterano

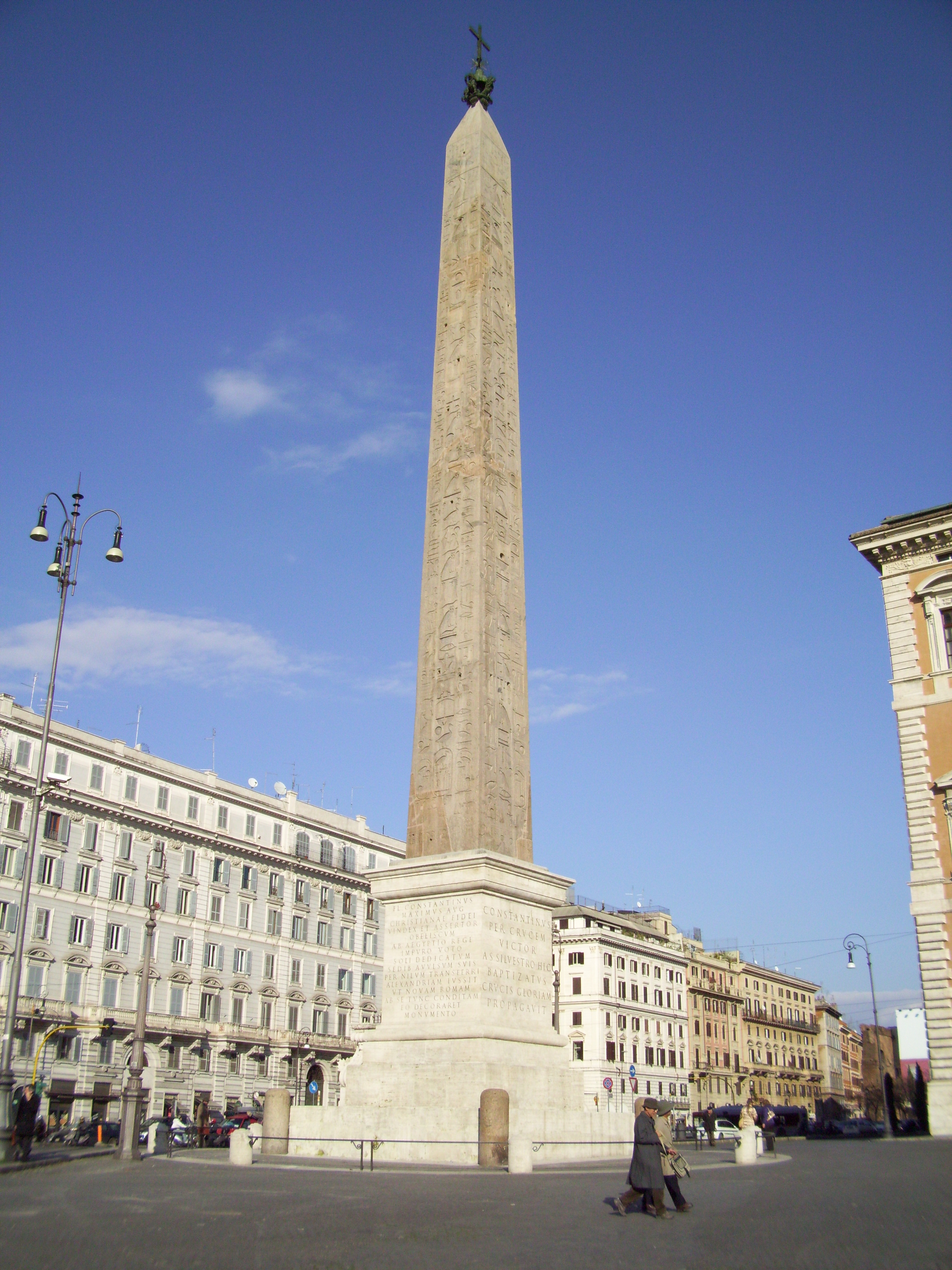
Di fronte al Palazzo del Laterano si trova l'Obelisco Lateranense

La piazza davanti al Palazzo Laterano ospita un obelisco di granito rosso alto più di 32 m, forse il più grande esistente. L'obelisco fu realizzato all'epoca dei faraoni Thutmose III e Thutmose IV (XV secolo a.C.) e proveniente dal tempio di Ammone a Tebe (Karnak) in Egitto. Fu portato a Roma dall'imperatore Costanzo II nel 357 e collocato sulla spina del Circo Massimo, dove già si trovava l'obelisco Flaminio. Fu ritrovato rotto in tre pezzi nel 1587, insieme all'obelisco Flaminio, e fu eretto nel 1588 dall'architetto Domenico Fontana per volontà di papa Sisto V nella Piazza San Giovanni.

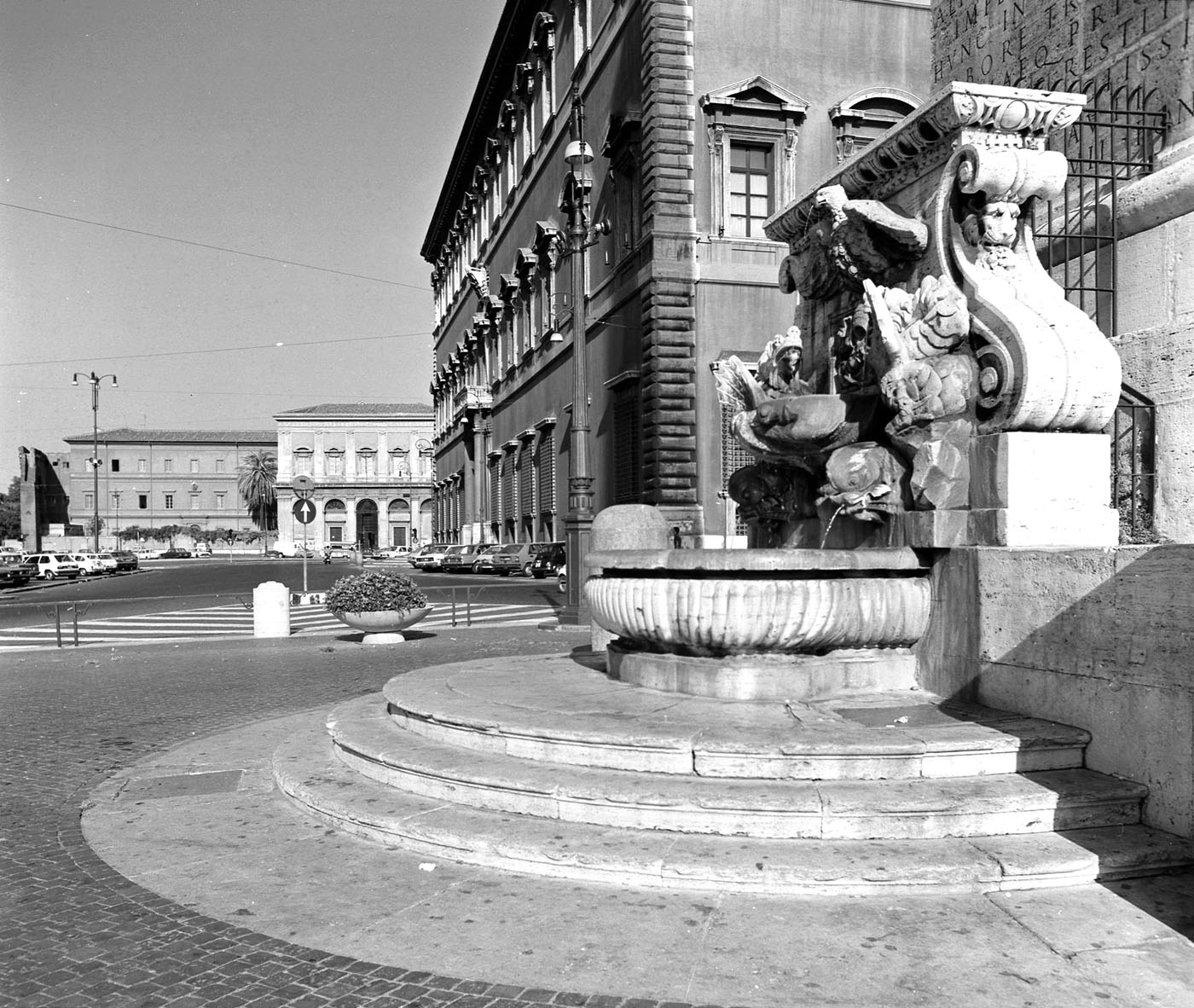
Fontana dell'obelisco

Nel 1929 i Patti Lateranensi assicurarono la sovranità alla Città del Vaticano, e lo status extraterritoriale al Laterano e a Castel Gandolfo, come possedimenti della Santa Sede.
Dal 1990 in Piazza di San Giovanni in Laterano è nata una nuova "tradizione" quella del Concerto del Primo Maggio: nella piazza antistante la Basilica il Primo Maggio viene organizzato dai sindacati confederali CGIL, CISL e UIL un grande concerto, al quale partecipano molti tra i più importanti cantanti e musicisti italiani e internazionali, in onore della festa dei lavoratori. Questo concerto raccoglie ogni anno numerosi giovani che accorrono da tutta Italia.
Nel 15 ottobre 2000, una lapide commemorativa in onore delle vittime della miseria è stata posta sul sagrato della basilica. Riproduce l'originale inaugurato sul Sagrato delle Libertà e dei Diritti dell'Uomo, al Trocadero a Parigi, il 17 ottobre 1987, da padre Joseph Wresinski, fondatore del Movimento Internazionale ATD Quarto Mondo, alla presenza di 100 000 difensori dei Diritti dell'Uomo di tutti paesi, condizioni e origini. Nel 1992, il 17 ottobre fu proclamato Giornata Mondiale del Rifiuto della Miseria dalle Nazioni unite, e si celebra ormai ogni anno in tutto il mondo. Il testo della lapide proclama:

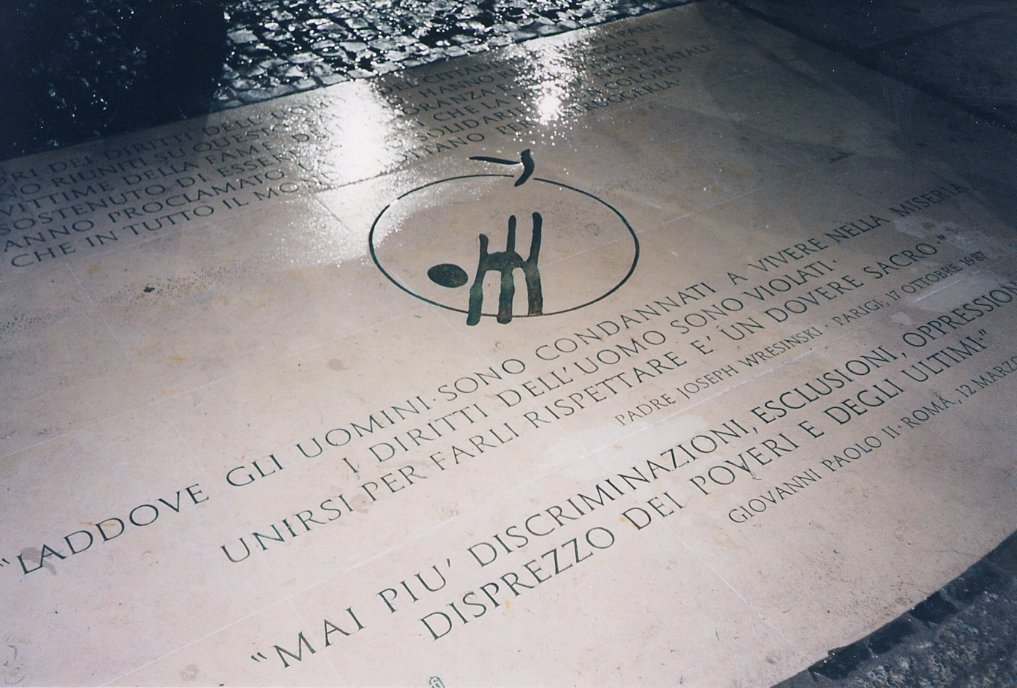
Sagrato della Basilica di San Giovanni in Laterano - Lapide inaugurata il 15 ottobre 2000 dal cardinale Roger Etchegaray.

"I difensori dei diritti dell'Uomo e del Cittadino di tutti i paesi si sono riuniti su questo sagrato. Hanno reso omaggio alle vittime della fame, dell'ignoranza e della violenza. Hanno sostenuto di essere convinti che la miseria non è fatale. Hanno proclamato la loro solidarietà con coloro che in tutto il mondo lottano per distruggerla".
 "Laddove gli uomini sono condannati a vivere nella miseria, i diritti dell'uomo sono violati. Unirsi per farli rispettare è un dovere sacro. Padre Joseph Wresinski, Parigi, 17 ottobre 1987".
 "Mai più discriminazioni, esclusioni, oppressioni, disprezzo dei poveri e degli ultimi. Giovanni Paolo II, Roma, 12 marzo 2000".

## Liturgie e tradizioni di san Giovanni in Laterano

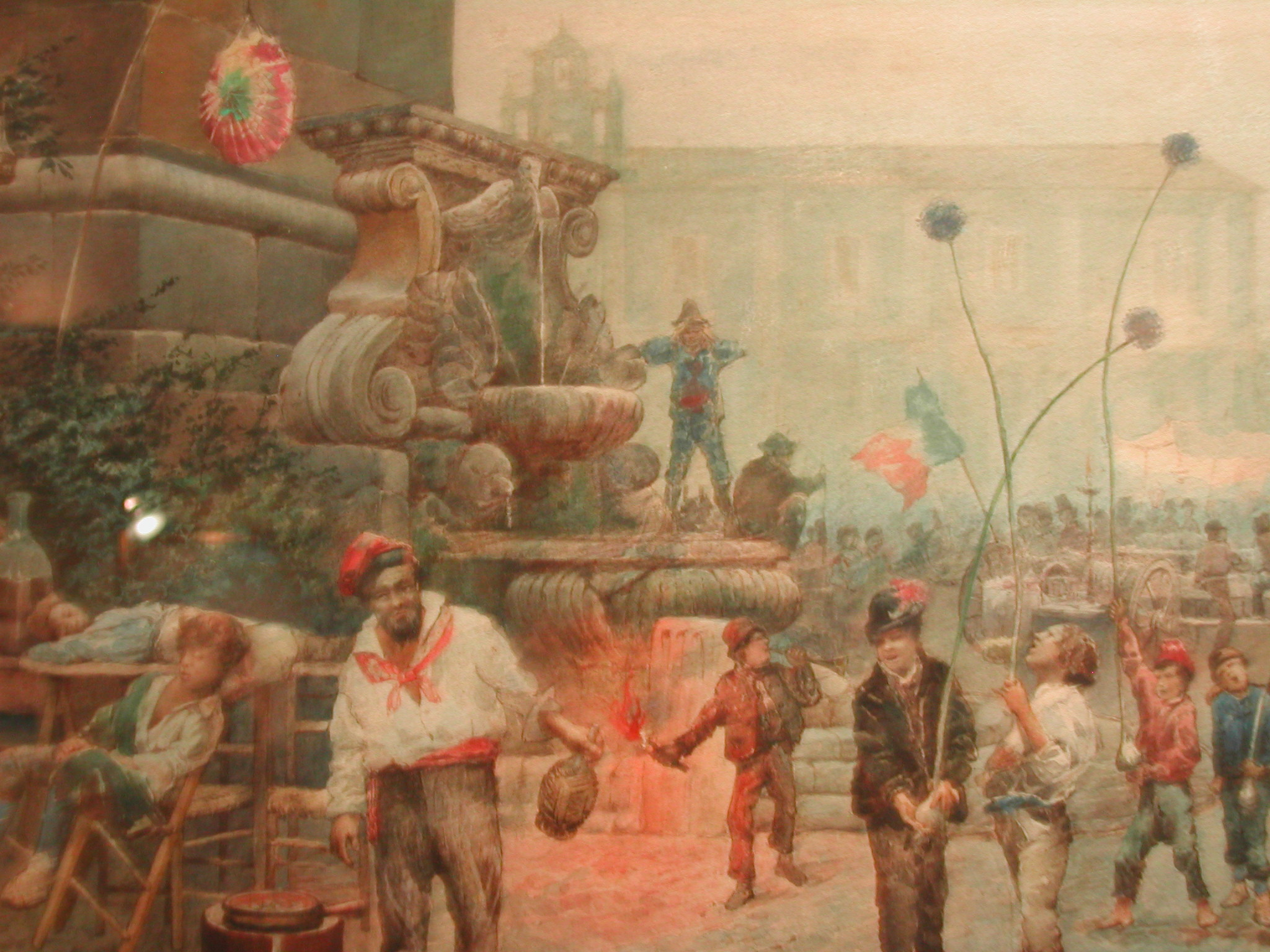
Ettore Roesler Franz, la festa di San Giovanni sotto l'obelisco

Nel calendario liturgico della Chiesa cattolica, la festa della Dedicazione della Basilica di San Giovanni in Laterano è il 9 novembre.
Come sede vescovile di Roma, san Giovanni ospita grandi liturgie, ed era anticamente meta delle principali processioni della Roma papalina. Proprio in funzione di tutto ciò papa Gregorio XIII aprì alla fine del Cinquecento la via Merulana, poi prolungata da Sisto V per offrire un adeguato scenario a processioni e cortei pontifici tra la Basilica di Santa Maria Maggiore, la Basilica di San Giovanni in Laterano, la Scala Santa e la Basilica di Santa Croce in Gerusalemme. Di queste grandi e frequenti processioni sussiste ancora solo quella del Corpus Domini, ripristinata da Papa Giovanni Paolo II.
La festa popolare di san Giovanni, tuttavia, era quella del 24 giugno, solennità della Natività di San Giovanni Battista, festa romana, carica di tutte le tradizioni popolari legate al solstizio d'estate: le streghe, che si raccoglievano di notte sui prati davanti alla basilica, lasciavano il posto di giorno a scampagnate, bancarelle, gran bevute e gran mangiate di lumache, stornelli, pacificazioni e risse d'osteria.

### La presa di possesso del Laterano
Alla presentazione del nuovo pontefice, eseguita attraverso il tradizionale annuncio dell'Habemus Papam, segue, solitamente dopo pochi giorni la solenne cerimonia d'imposizione del pallio nella basilica di San Pietro in Vaticano, che avvia il complesso delle cerimonie di insediamento, che comprendono, nei giorni successivi, le visite alle basiliche papali di San Paolo fuori le mura e Santa Maria Maggiore e che si concludono con la solenne cerimonia di presa di possesso della cathedra episcopalis in quanto vescovo di Roma.
Per secoli, una delle principali caratteristiche della presa di possesso del Laterano era la solenne cavalcata papale con cui il Pontefice, partendo dai Sacri Palazzi del Vaticano o del Quirinale, attraversando in processione tutto il centro di Roma, raggiungeva solennemente a dorso di una mula bianca la Cattedrale del Laterano.

### Protocanonico onorario del capitolo lateranense
Tale titolo onorario ha origini nel XVI secolo, risale a Enrico IV, re di Francia calvinista convertitosi al cattolicesimo, che garantì la libertà religiosa ai protestanti con l’Editto di Nantes del 1598, senza dimenticare di fare importanti donazioni alla basilica lateranense.
Da allora i re di Francia, e successivamente i presidenti della Repubblica francese, vengono insigniti di questo titolo.

## Arcipreti della Basilica di San Giovanni in Laterano
- Cardinale Bernardo, C.R.S. Frediano di Lucca (1152 - dicembre 1158 nominato cardinale-vescovo di Porto-Santa Rufina)
- Cardinale Gerardo Bianchi (circa 1299 - 1º marzo 1302 deceduto)
- Cardinale Pietro Valeriano Duraguerra (1302 - 17 dicembre 1302 deceduto)
- Cardinale Pietro Colonna (1306 - 1326 deceduto)
- Cardinale Bertrand de Montfavès (1326 - 1º dicembre 1342 deceduto)
- Cardinale Giovanni Colonna (1342 - 3 luglio 1348 deceduto)
- Cardinale Pierre Roger de Beaufort (1348 - 30 dicembre 1370 eletto papa)
- Cardinale Anglico de Grimoard, C.R.S.A. (1370 - 13 aprile 1388 deceduto)
- Cardinale Pietro Tomacelli (1388 - 2 novembre 1389 eletto papa)
- Cardinale Francesco Carbone, O. Cist. (1389 - 18 giugno 1405 deceduto)
- Cardinale Antonio Caetani (luglio 1405 - 11 gennaio 1412 deceduto)
- Cardinale Oddone Colonna (1412 - 11 novembre 1417 eletto papa)
- Pseudocardinale Alamanno Adimari (1418 - 17 settembre 1422 deceduto)
- Pseudocardinale Guillaume Fillastre (1422 - 6 novembre 1428 deceduto)
- Cardinale Alfonso Carrillo de Albornoz (1428 - 14 marzo 1434 deceduto)
- Pseudocardinale Lucido Conti (1434 - 9 settembre 1437 deceduto)
- Cardinale Angelotto Fosco (1437 - 12 settembre 1444 deceduto)
- Cardinale Antão Martins de Chaves (1444 - 6 luglio 1447 deceduto)
- Cardinale Domenico Capranica (1447 - 14 agosto 1458 deceduto)
- Cardinale Prospero Colonna (1458 - 24 marzo 1463 deceduto)
- Cardinale Latino Orsini (1463 - 11 agosto 1477 deceduto)
- Cardinale Giuliano della Rovere, O.F.M. (agosto 1477 - 1º novembre 1503 eletto papa)
- Cardinale Giovanni Colonna (novembre 1503 - 26 settembre 1508 deceduto)
- Cardinale Alessandro Farnese (ottobre 1508 - 13 ottobre 1534 eletto papa)
- Cardinale Giovanni Domenico De Cupis (1535 - 10 dicembre 1553 deceduto)
- Cardinale Ranuccio Farnese, O.S.Io.Hier. (1553 - 29 ottobre 1565 deceduto)
- Cardinale Mark Sittich von Hohenems (1561 - 15 febbraio 1595 deceduto)
- Cardinale Ascanio Colonna (1595 - 17 maggio 1608 deceduto)
- Cardinale Scipione Caffarelli-Borghese (maggio 1608 - 2 ottobre 1623 nominato arciprete della Basilica di San Pietro in Vaticano)
- Cardinale Giambattista Leni (1623 - 3 novembre 1627 deceduto)
- Cardinale Francesco Barberini (1627 - 1628 nominato arciprete della Basilica di San Pietro in Vaticano)
- Cardinale Girolamo Colonna (1628 - 4 settembre 1666 deceduto)
- Cardinale Flavio Chigi (1666 - 13 settembre 1693 deceduto)
- Cardinale Paluzzo Paluzzi Altieri degli Albertoni (1693 - 29 giugno 1698 deceduto)
- Cardinale Fabrizio Spada (1698 - 1699 dimesso)
- Cardinale Benedetto Pamphilj, O.S.Io. Hier. (20 aprile 1699 - 22 marzo 1730 deceduto)
- Cardinale Pietro Ottoboni (1730 - 29 febbraio 1740 deceduto)
- Cardinale Neri Maria Corsini (1740 - 6 dicembre 1770 deceduto)
- Cardinale Mario Compagnoni Marefoschi (1771 - 23 dicembre 1780 deceduto)
- Cardinale Carlo Rezzonico (1780 - 1781 dimesso)
- Cardinale Francesco Saverio de Zelada (1781 - 19 dicembre 1801 deceduto)
- Cardinale Leonardo Antonelli (1801 - 23 gennaio 1811 deceduto)
- Cardinale Giulio Maria della Somaglia (1811 - 2 aprile 1830 deceduto)
- Cardinale Bartolomeo Pacca (5 luglio 1830 - 19 aprile 1844)
- Cardinale Benedetto Colonna Barberini di Sciarra (28 aprile 1844 - 10 aprile 1863 deceduto)
- Cardinale Lodovico Altieri (8 marzo 1863 - 11 agosto 1867 deceduto)
- Cardinale Costantino Patrizi Naro (21 settembre 1867 - 17 dicembre 1876 deceduto)
- Cardinale Flavio Chigi (24 dicembre 1876 - 15 febbraio 1885 deceduto)
- Cardinale Raffaele Monaco La Valletta (4 marzo 1885 - 14 luglio 1896 deceduto)
- Cardinale Francesco Satolli (16 dicembre 1896 - 8 gennaio 1910 deceduto)
- Cardinale Pietro Respighi (10 gennaio 1910 - 22 marzo 1913 deceduto)
- Cardinale Domenico Ferrata (7 aprile 1913 - 10 ottobre 1914 deceduto)
- Cardinale Basilio Pompilj (28 ottobre 1914 - 5 maggio 1931 deceduto)
- Cardinale Francesco Marchetti Selvaggiani (26 agosto 1931 - 13 gennaio 1951 deceduto)
- Cardinale Benedetto Aloisi Masella (27 ottobre 1954 - 30 settembre 1970 deceduto)
- Cardinale Angelo Dell'Acqua, O.SS.C.A. (7 novembre 1970 - 27 agosto 1972 deceduto)
- Cardinale Ugo Poletti (26 marzo 1973 - 17 gennaio 1991 nominato arciprete della Basilica di Santa Maria Maggiore)
  - Cardinale Camillo Ruini (17 gennaio 1991 - 1º luglio 1991 nominato arciprete) (pro-arciprete)
- Cardinale Camillo Ruini (1º luglio 1991 - 27 giugno 2008 ritirato)
- Cardinale Agostino Vallini (27 giugno 2008 - 26 maggio 2017 ritirato)
- Cardinale Angelo De Donatis (26 maggio 2017 - 6 aprile 2024 nominato penitenziere maggiore)
- Cardinale Baldassare Reina, dal 25 ottobre 2024

## Chiese affiliate all'Arcibasilica Lateranense
- Beata Vergine del Soccorso nel Borgo di S.Pietro - Bologna (BO) (Santuario)
- Madonna della Guardia - S. Giovanni in Carico (FR) (Santuario)
- Madonna della Pioggia - Bologna (BO) (Santuario)
- S. Giorgio martire - Gozo (Malta) (Basilica)
- S. Maria del Suffragio - Fano (Confraternita)
- S. Maria in Criptula - Toffia (RI) (Chiesa)
- S. Maria Maddalena e del SS.mo Crocifisso - Novi LIgure (AL) (Confraternita)
- S. Pietro in Lognola - Monghidoro (BO) (Chiesa)
- Ss. Giovanni Battista ed Evangelista, Reale Arciconfraternita dei Cavalieri di Malta ad honorem - Catanzaro (CZ)
- Ss. Trinità - Polistena (RC) (Chiesa)

### Chiese affiliate con vincolo particolare
- 1) Abbazia S.Pietro in Valle - Ferentillo (TR)
- 2) Abbazia Benedettina St. Pierre - Clairac (Francia)
- 3) Madonna del Divino Amore - Roma (Santuario)
- 4) Oratorio dell'Arciconfraternita Lateranense del Ss.mo Sacramento alla Scala Santa - Roma
- 5) S. Cesareo in Palatio - Roma (Chiesa Rettoria)
- 6) S. Giovanni a Porta Latina - Roma (Chiesa Rettoria)
- 7) S. Giovanni Battista all'Osteria del Curato - Roma (Chiesa Rettoria)
- 8) S. Lorenzo in Palatio (alla Scala Santa) - Roma (Chiesa Rettoria)
- 9) Ss. Marcellino e Pietro a Duas Lauros - Roma (Parrocchia)
- 10) Chiesa Madre - Arcipretura, in San Cataldo (Parrocchia)
- 11) SS.mo Salvatore e Santi Apostoli Pietro e Paolo - Cefalù (Basilica Cattedrale)

## Sommi pontefici sepolti in San Giovanni in Laterano
Ventidue papi sono stati inumati nella basilica di San Giovanni in Laterano:
- Giovanni IX
- Agapito II
- Giovanni XII
- Silvestro II[24]
- Giovanni XVII
- Sergio IV
- Alessandro II
- Pasquale II[24]
- Callisto II[24]
- Onorio II[24]
- Celestino II[24]
- Lucio II[24]
- Eugenio III[24]
- Anastasio IV[24]
- Alessandro III[24]
- Clemente III[24]
- Celestino III[24]
- Innocenzo III[24]
- Beato Innocenzo V[24]
- Martino V[24]
- Clemente XII[24]
- Leone XIII[24]

### La tomba di papa Silvestro II
Tra le varie sepolture papali vi è una piuttosto nascosta che presenta una storia singolare: la tomba di Silvestro II, uomo di grande sapienza al quale nel Medioevo si aggiunse una sinistra fama di mago.
Si dice che la tomba originale, erettagli da papa Sergio IV, si inumidiva quando si avvicinava la morte di un cardinale, mentre trasudava acqua quando un papa si avvicinava alla morte. Questo fino al 1684, quando, per volere di papa Innocenzo XI, venne aperta per un'ispezione e le spoglie del papa, trovate intatte, si dissolsero al contatto con l'aria. Una parte dell'iscrizione sulla tomba di Gerberto recita Iste locus Silvestris membra sepulti venturo Domino conferet ad sonitum ("Questo luogo, all'arrivo del Signore, renderà al suono dell'ultima tromba i resti sepolti di Silvestro II"): la traduzione erronea di conferet ad sonitum con "emetterà un suono" diede adito alla curiosa leggenda che le sue ossa sbatacchino subito prima della morte di un papa.
Il secondo sepolcro venne innalzato da Francesco Borromini; la tomba attuale venne eretta nel 1910, a seguito della distruzione di quella borrominiana, su progetto dell'architetto Gzila Nalder.

## Collegamenti
3    Tram linea 3 - Fermata Porta S. Giovanni/Carlo Felice

## Omaggi
Numerosi francobolli sono stati dedicati alla basilica: la facciata compare in emissioni della Città del Vaticano del 1949, del 1993, del 1996 e del 2000; analogo soggetto si riscontra in un francobollo da 15 centesimi emesso dalle Poste Italiane nel 1924. La facciata del transetto nord con la loggia delle benedizioni e i due campanili compare in un'emissione della Repubblica di San Marino del 2000. L'organo di Luca Biagi, infine, appare in un francobollo della Città del Vaticano del 2014.